# Reino de Hungría (1000-1301)

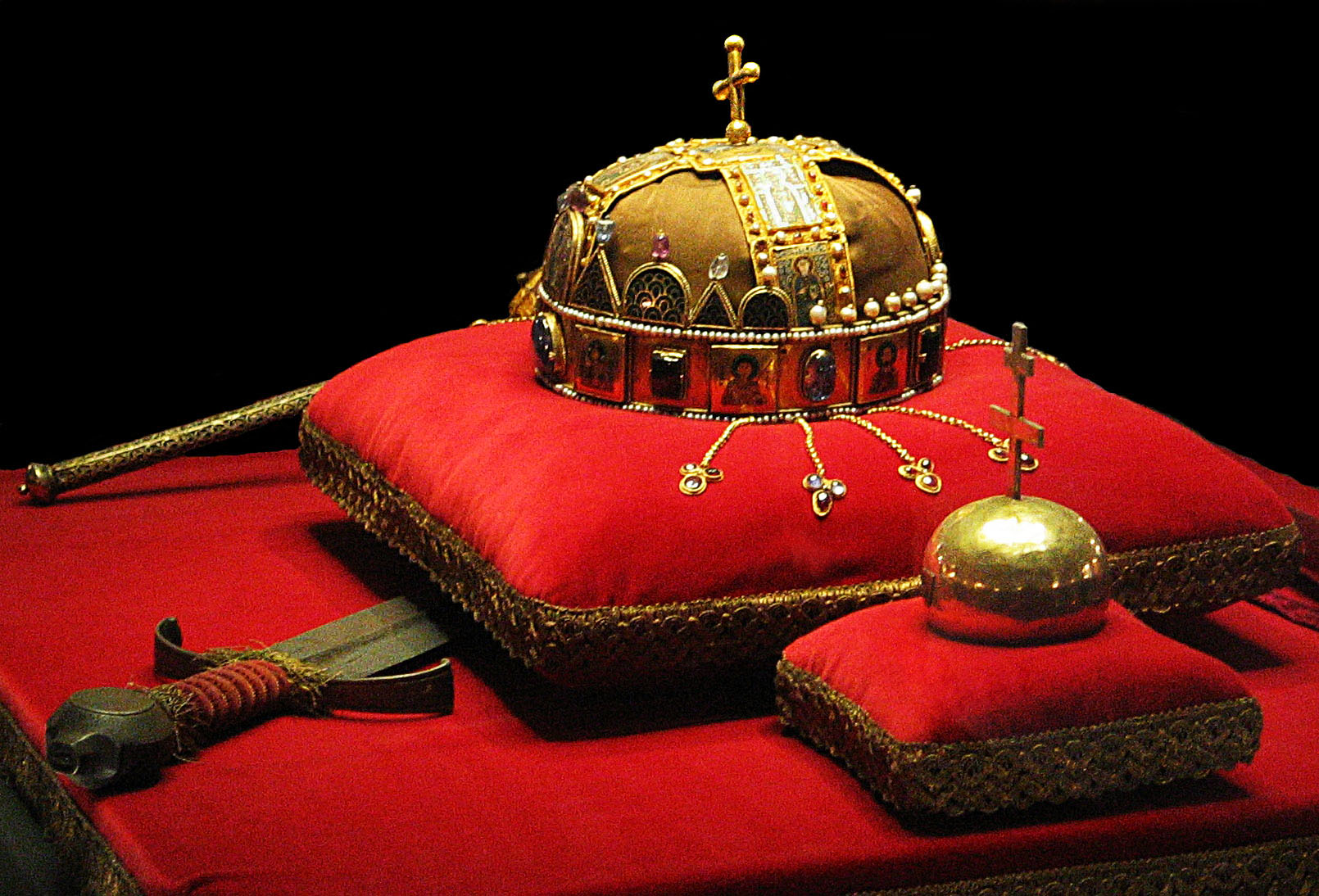
La Santa Corona de Hungría junto con otras iura regalia

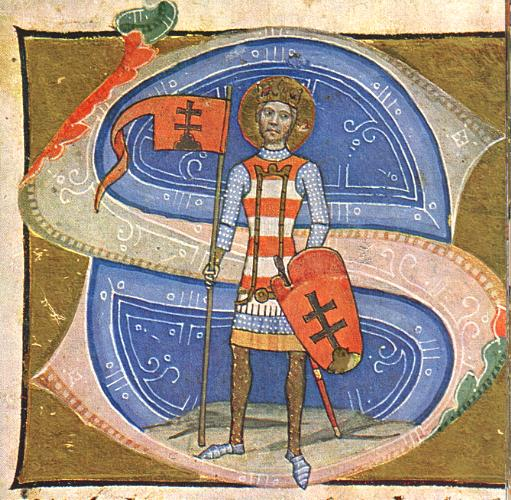
El rey Esteban I de Hungría, patrón santo de los reyes (del Chronicon Hungariae Pictum)

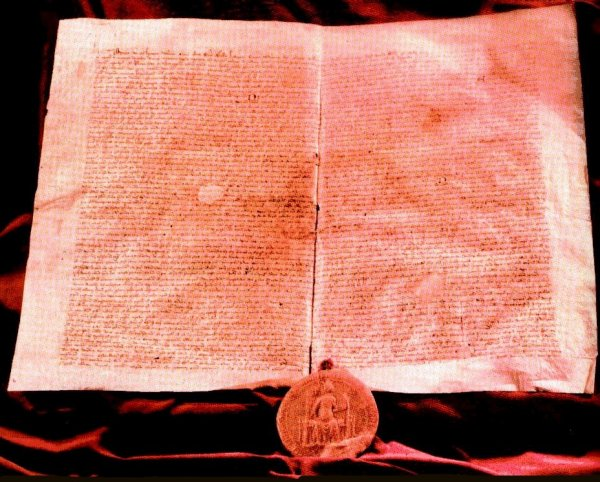
Bula de Oro de 1222

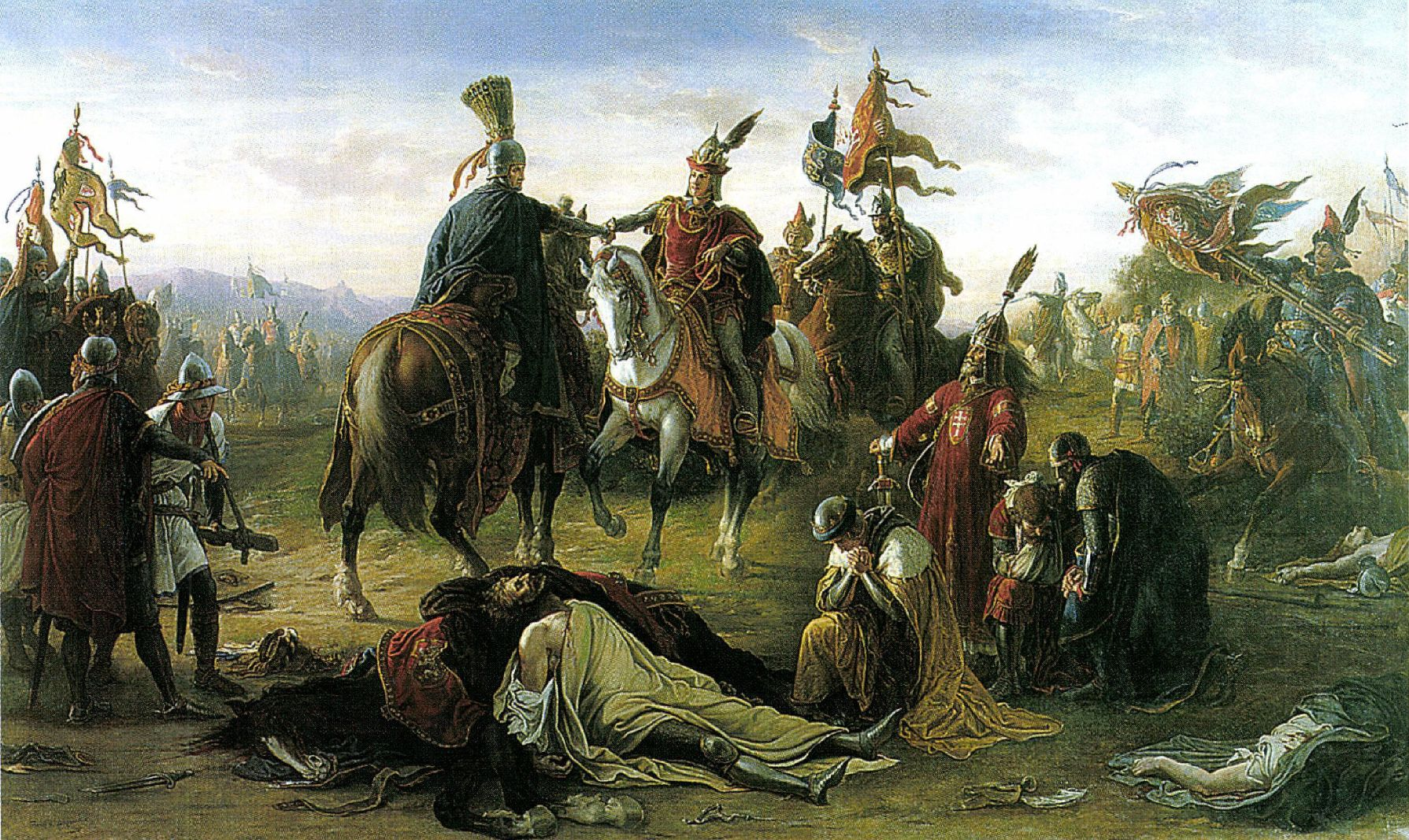
El encuentro de Ladislaus IV y Rudolf I durante la batalla de Marchfeld, pintura de Mór Than (1873)

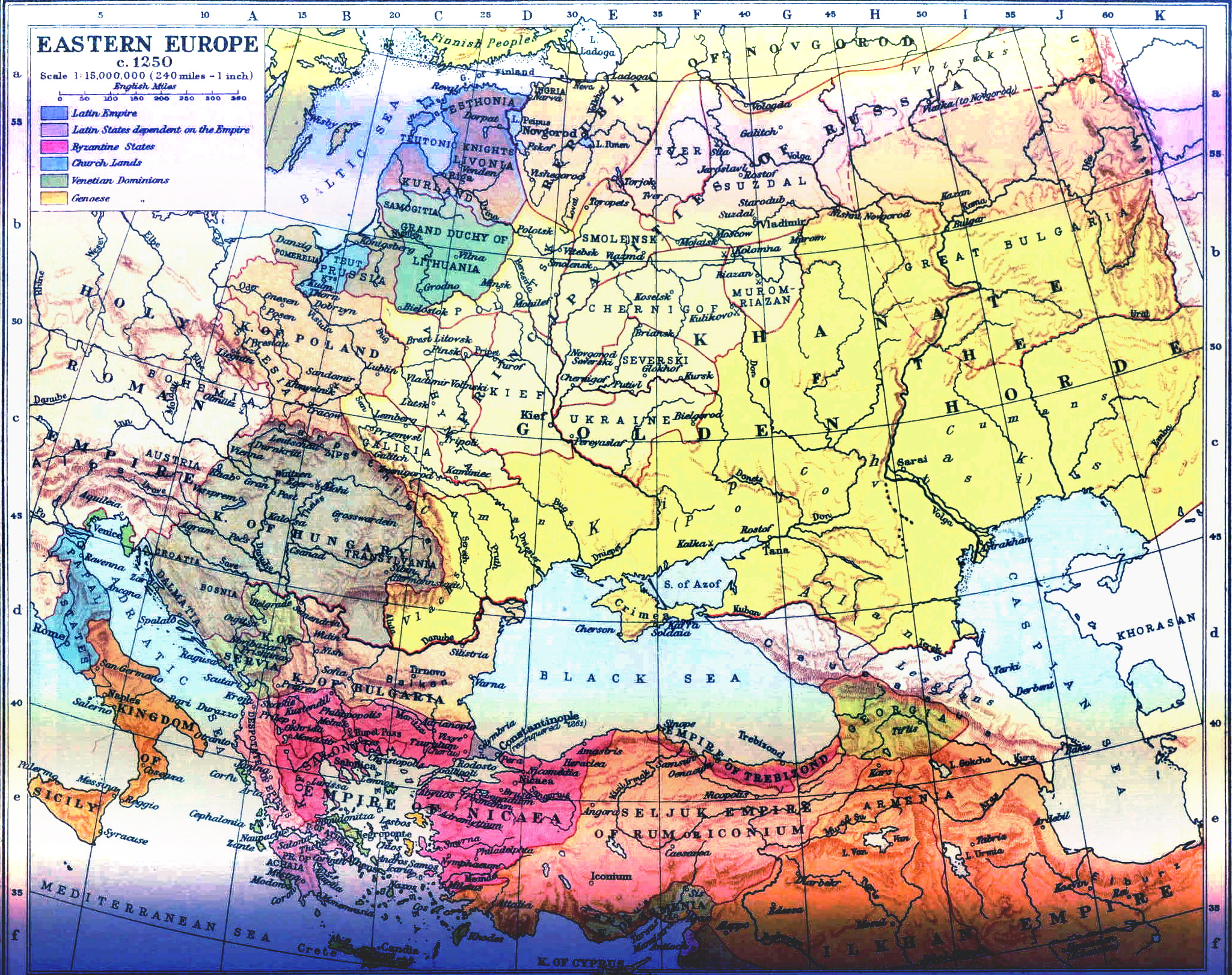
Reino de Hungría hacia 1250

El Reino de Hungría nació en Europa Central, sucediendo al principado de Hungría, cuando Esteban I, gran príncipe de los húngaros, fue coronado rey de Hungría en 1000 o 1001. Esteban (originalmente llamado Vajk hasta que fue bautizado) era hijo del príncipe Géza y, por tanto, descendiente de Árpád; había luchado contra Koppány y en 998, con la ayuda del ducado de Baviera, lo derrotó cerca de Veszprém. Según la última tradición húngara, Esteban fue coronado con la Santa Corona de Hungría el primer día del segundo milenio en la ciudad capital de Esztergom. El papa Silvestre II le confirió el derecho a que llevara la cruz ante él, con plena autoridad administrativa sobre los obispados y las iglesias: Esteban estableció una red de 10 sedes episcopales y 2 arzobispales, y ordenó la construcción de monasterios, iglesias y catedrales. En 1006, Esteban ya había consolidado su poder al eliminar a todos los rivales que querían seguir las antiguas tradiciones paganas o querían una alianza con el Imperio bizantino cristiano de Oriente. Luego inició reformas radicales para convertir Hungría en un estado feudal occidental, completadas con la cristianización forzada. La Iglesia católica recibió un poderoso apoyo de Esteban, quien con cristianos húngaros y caballeros germanos quería un reino cristiano establecido en Europa Central. Esteban I de Hungría fue canonizado como santo católico en 1083 y santo ortodoxo en 2000. Alrededor del siglo XI, el Reino de Hungría se convirtió en un estado cristiano, y el catolicismo pasó a ser la religión estatal.
En los primeros tiempos, la lengua húngara, que formaba parte de la familia de las lenguas urálicas, se escribía en una antigua escritura rúnica. El país cambió al alfabeto latino bajo Esteban, y el latín fue el idioma oficial del país entre 1000 y 1844. Esteban siguió el modelo administrativo de los francos. Todo el territorio se dividió en condados (megyék), cada uno regido por un funcionario real llamado ispán (equivalente al título de conde, en latín: comes), más tarde főispán (en latín: supremus comes). Este funcionario representaba la autoridad del rey, administraba a sus súbditos y recaudaba los impuestos que formaban la renta nacional. Cada ispán mantenía una fuerza armada de hombres libres en su cuartel general fortificado (castrum o vár).
Después de la muerte de Esteban , se produjo un período de revueltas y conflictos por la supremacía entre la realeza y los nobles, con varias guerras civiles y levantamientos paganos. En 1051, los ejércitos del Sacro Imperio Romano intentaron conquistar Hungría, pero fueron derrotados en la montaña Vértes. Los ejércitos del Sacro Imperio Romano siguieron sufriendo derrotas; la segunda gran batalla fue en la ciudad ahora llamada Bratislava, en 1052. Antes de 1052 Pedro Orseolo, un partidario del Sacro Imperio Romano, fue derrocado por el rey Samuel Aba de Hungría.
Después de que el Gran Cisma entre el cristianismo católico, occidental, y el cristianismo ortodoxo, oriental, se formalizara en 1054, Hungría se veía a sí misma como el bastión más oriental de la civilización occidental, un juicio afirmado en el siglo XV por el papa Pío II, quien se expresó al emperador del Sacro Imperio Romano Germánico Federico III en estos términos: «Hungría es el escudo del cristianismo y el protector de la civilización occidental».
Ese período de revueltas terminó durante el reinado de Bela I (r. 1060-1063). Los cronistas húngaros elogiaron a Béla I por introducir nueva moneda, como el denario de plata, y por su benevolencia con los antiguos seguidores de su sobrino, Salomón. El segundo rey húngaro más importante, también de la dinastía Árpád, fue Ladislao I de Hungría (r. 1077-1095), quien estabilizó y fortaleció el reino. También fue canonizado como santo. Bajo su gobierno, los húngaros lucharon con éxito contra los cumanos y adquirieron partes de Croacia en 1091. Debido a una crisis dinástica en Croacia, con la ayuda de la nobleza local que apoyó su reivindicación, logró tomar rápidamente el poder en las partes del norte del reino croata (Eslavonia), ya que era un aspirante al trono debido al hecho de que su hermana estaba casada con el difunto rey croata Zvonimir, quien murió sin hijos. Sin embargo, la realeza sobre toda Croacia no se lograría hasta el reinado de su sucesor Coloman (r. 1095-1116). Con la coronación en 1102 de Coloman como «rey de Croacia y Dalmacia» en Biograd, los dos reinos de Croacia y Hungría se unieron bajo una sola corona. Aunque los términos precisos de esa relación se convirtieron en un tema de disputa en el siglo XIX, se cree que Coloman creó una especie de unión personal entre los dos reinos. La naturaleza de la relación varió a lo largo del tiempo, Croacia mantuvo un alto grado de autonomía interna en general, mientras que el poder real estaba en manos de la nobleza local. Las historiografías modernas de Croacia y Hungría consideran principalmente las relaciones entre el Reino de Croacia (1102-1526) y el Reino de Hungría desde 1102 como una forma de unión personal, es decir, que estaban conectados por un rey común. Además, uno de los más grandes juristas y estadistas húngaros del siglo XVI, István Werbőczy en su obra Tripartitum trata a Croacia como un reino separado de Hungría.
Los sucesores de Ladislao y de Coloman, especialmente Béla II (r. 1131-1141), Béla III (r. 1176-1196), Andrés II (r. 1205-1235) y Béla IV (r. 1235-1270), continuaron esa política de expansión hacia la península de los Balcanes y las tierras al este de los montes Cárpatos, transformando su reino en una de las mayores potencias de la Europa medieval.
Rica en tierras no cultivadas, yacimientos de plata, oro y sal, Hungría se convirtió en el destino preferido de colonos principalmente germanos, italianos y franceses. Esos inmigrantes eran en su mayoría campesinos que se asentaron en aldeas, aunque también llegaron artesanos y comerciantes, que establecieron la mayoría de las ciudades del Reino. Su llegada tuvo un papel clave en la configuración de un estilo de vida, hábitos y cultura urbanos en la Hungría medieval. La ubicación del reino en el cruce de rutas comerciales internacionales favoreció la convivencia de varias culturas. Los edificios románicos, góticos y renacentistas y las obras literarias escritas en latín demuestran el carácter predominantemente católico de la cultura, pero también existían comunidades minoritarias étnicas ortodoxas e incluso no cristianas. El latín era el idioma de la legislación, la administración y la justicia, pero el "pluralismo lingüístico" contribuyó a la supervivencia de muchas lenguas, incluida una gran variedad de dialectos eslavos. Una parte significativa del vocabulario húngaro para la agricultura, la religión y el estado se tomó de las lenguas eslavas.
El predominio de las propiedades reales aseguró inicialmente la posición preeminente del soberano, pero la enajenación de las tierras reales dio lugar al surgimiento de un grupo autoconsciente de terratenientes menores, conocidos como "sirvientes reales". Obligaron a Andrés II a emitir su Bula de Oro de 1222, que establecía los principios del derecho y es considerada como «uno de los primeros ejemplos de límites constitucionales que se imponen a los poderes de un monarca europeo» (Francis Fukuyama). Equivalente húngaro de la Carta Magna de Inglaterra, la que todos los reyes húngaros tenían que jurar a partir de entonces, tenía un doble propósito que limitaba el poder real. Por un lado, reafirmó los derechos de los nobles menores de las antiguas y nuevas clases de servidores reales (servientes regis) contra la corona y los magnates. Por otro lado, defendió los derechos de toda la nación frente a la corona restringiendo los poderes de esta última en ciertos campos y haciendo legal la negativa a obedecer sus mandatos ilícitos/inconstitucionales (el ius resistendi). Los nobles menores también comenzaron a presentarle agravios a Andrés, una práctica que evolucionó hasta convertirse en la institución del parlamento o Dieta. Hungría se convirtió en el primer país en el que un parlamento tenía supremacía sobre la realeza [cita requerida]. La ideología jurídica más importante fue la Doctrina de la Santa Corona. El principio más importante de la Doctrina era la creencia de que la soberanía pertenecía a la nación noble (representada por la Santa Corona). Los miembros de la Santa Corona eran los ciudadanos de las tierras de la Corona, y ningún ciudadano podía alcanzar el poder absoluto sobre los demás. La nación compartiría solo algo de poder político con el gobernante. En 1224, emitió el Diploma Andreanum, que unificó y aseguró los privilegios especiales de los sajones de Transilvania.
El reino recibió un duro golpe con la invasión mongola de 1241-1242. Mientras las primeras batallas menores con las destacamentos de vanguardia de Subutai terminaron en aparentes victorias húngaras, los mongoles finalmente destruyeron los ejércitos combinados húngaros y cumanos en la batalla de Mohi y arrasaron el país. En 1242, después del final de la invasión mongola, Béla IV de Hungría (r. 1235-1270) erigió numerosas fortalezas para defenderse de una futura invasión y permitió que grupos de cumanos y yásicos se establecieron en las tierras bajas centrales y que llegaron nuevos colonos desde Moravia, Polonia y otros países cercanos. En agradecimiento, los húngaros lo aclamaron como el "segundo fundador de la patria", y el reino húngaro volvió a convertirse en una fuerza considerable en Europa. En 1260 Béla IV perdió la Guerra de Sucesión de Babenberg, su ejército fue derrotado en la batalla de Kressenbrunn por las fuerzas unidas de Bohemia. Sin embargo, en 1278 Ladislao IV de Hungría (r. 1272-1290) y las tropas austriacas destruyeron por completo al ejército bohemio en la batalla de Marchfeld.
La erección de fortalezas por parte de los terratenientes, promovida por los monarcas, condujo al desarrollo de "provincias" semiautónomas dominadas por poderosos magnates. Algunos de esos magnates incluso desafiaron la autoridad de Andrés III (r. 1290-1301), el último descendiente masculino de la nativa Casa de Árpád. Su muerte fue seguida por un período de interregno y anarquía. El poder central se restableció solo a principios de la década de 1320.

## Contexto
Los húngaros, o magiares, conquistaron la cuenca de los Cárpatos a finales de los siglos IX y X. Ahí encontraron una población predominantemente de habla eslava. Desde su nueva patria lanzaron incursiones de saqueo contra la Francia Oriental, Italia y otras regiones de Europa. Sus incursiones fueron detenidas por Otón I, futuro emperador del Sacro Imperio Romano Germánico, quien los derrotó en la batalla de Lechfeld en 955.
Los húngaros vivían en familias patrilineales, que estaban organizadas en clanes que formaban tribus. La confederación tribal estaba encabezada por el gran príncipe de los húngaros, siempre un miembro de la familia descendiente de Árpád, el líder de los húngaros en la época de la «toma de tierras» o honfoglalás, que significa «conquista de la patria». Los autores contemporáneos describieron a los húngaros como nómadas, pero Ibn Rusta y otros añadieron que también cultivaban tierras arables. La gran cantidad de préstamos de lenguas eslavas prueba que los húngaros adoptaron nuevas técnicas y un estilo de vida más asentado en Europa Central. La convivencia de húngaros y grupos étnicos locales también se refleja en los ensamblajes de la "cultura Bijelo Brdo", que surgieron a mediados del siglo X.
Aunque eran paganos, los húngaros demostraron una actitud tolerante hacia los cristianos, judíos y musulmanes. La Iglesia bizantina fue la primera en hacer proselitismo exitoso entre sus líderes: en 948 los horka, y, alrededor de 952, los gyula, fueron bautizados en Constantinopla. En contraste, el gran príncipe Géza (c. 970-997) recibió el bautismo según el rito latino. Erigió fortalezas e invitó a guerreros extranjeros a desarrollar un nuevo ejército basado en la caballería pesada. Géza también acordó el matrimonio de su hijo, Esteban, con Gisela de Baviera, una princesa otoniana de la familia de los emperadores del Sacro Imperio Romano Germánico.
A la muerte de Geza en 997,, comenzaron los enfrentamientos por la sucesión en la corte: según el derecho ancestral húngaro, Koppány, el miembro de mayor edad de la Casa de Árpád, debería ocupar el trono; pero Geza había designado heredero a su primogénito. Las luchas en la familia real comenzaron en 997. Koppány se levantó en armas, y mucha gente en Transdanubia se unió a él. Los rebeldes representaban el antiguo orden, el derecho ancestral, la fe pagana y la organización tribal. Su rival Vajk István —que tomó el nombre de Esteban tras ser bautizado—, estaba respaldado por los señores magiares leales y caballeros alemanes e italianos, y pretendía unirse a la comunidad europea. Con la ayuda de la caballería pesada germana, Esteban salió vencedor en la batalla decisiva en 998. La victoria final de Esteban sobre Koppány cambiaría para siempre el curso de la historia de Hungría. Solicitó una corona real al papa Silvestre II, quien concedió su solicitud con el consentimiento del emperador Otón III.

## Reino "patrimonial"

### Reinado de Esteban (1000-1038)

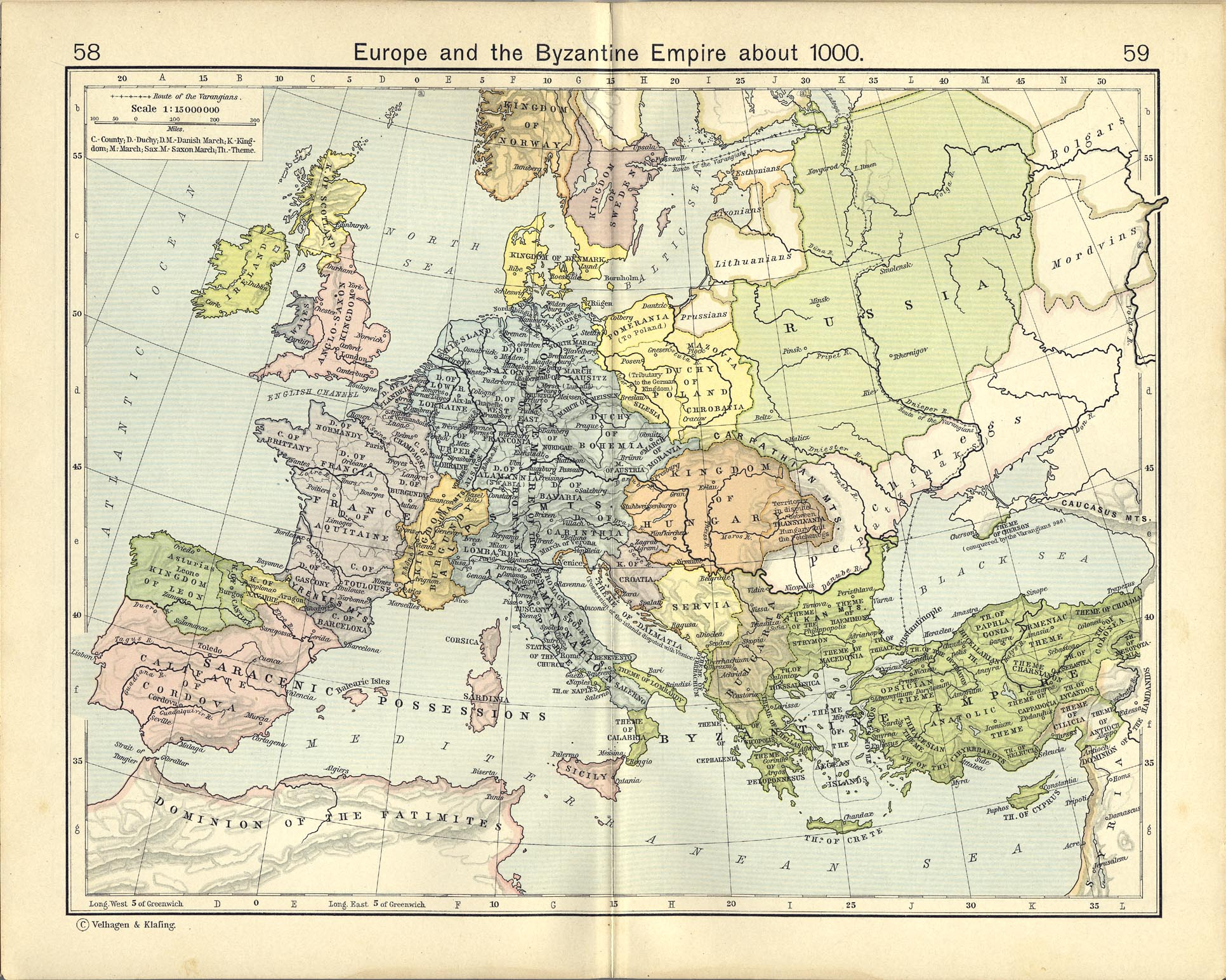
Europa en el año 1000, la época de Esteban I

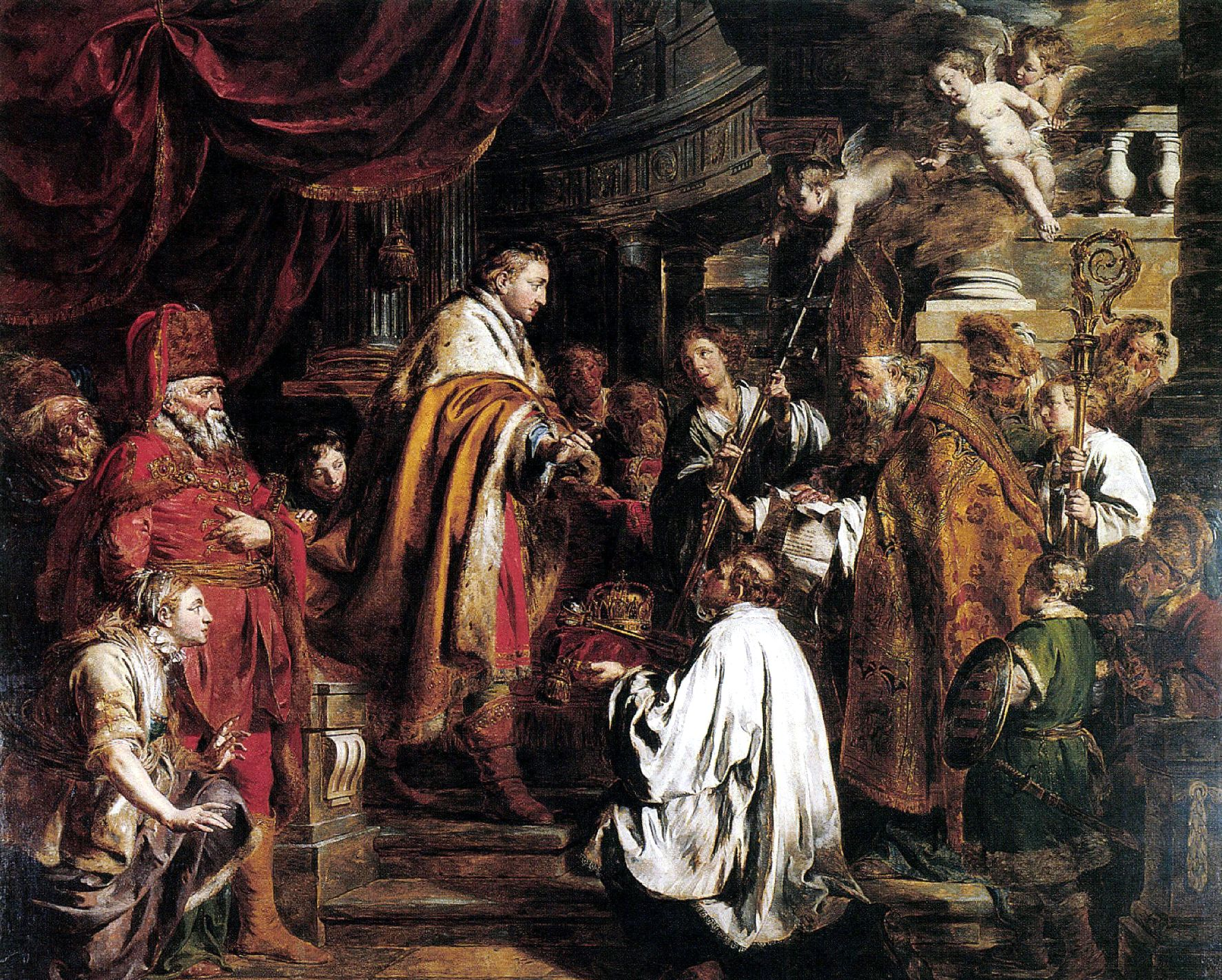
Esteban recibiendo al enviado papal con su corona en una representación artística moderna (Pieter-Jozef Verhaghen, 1770).

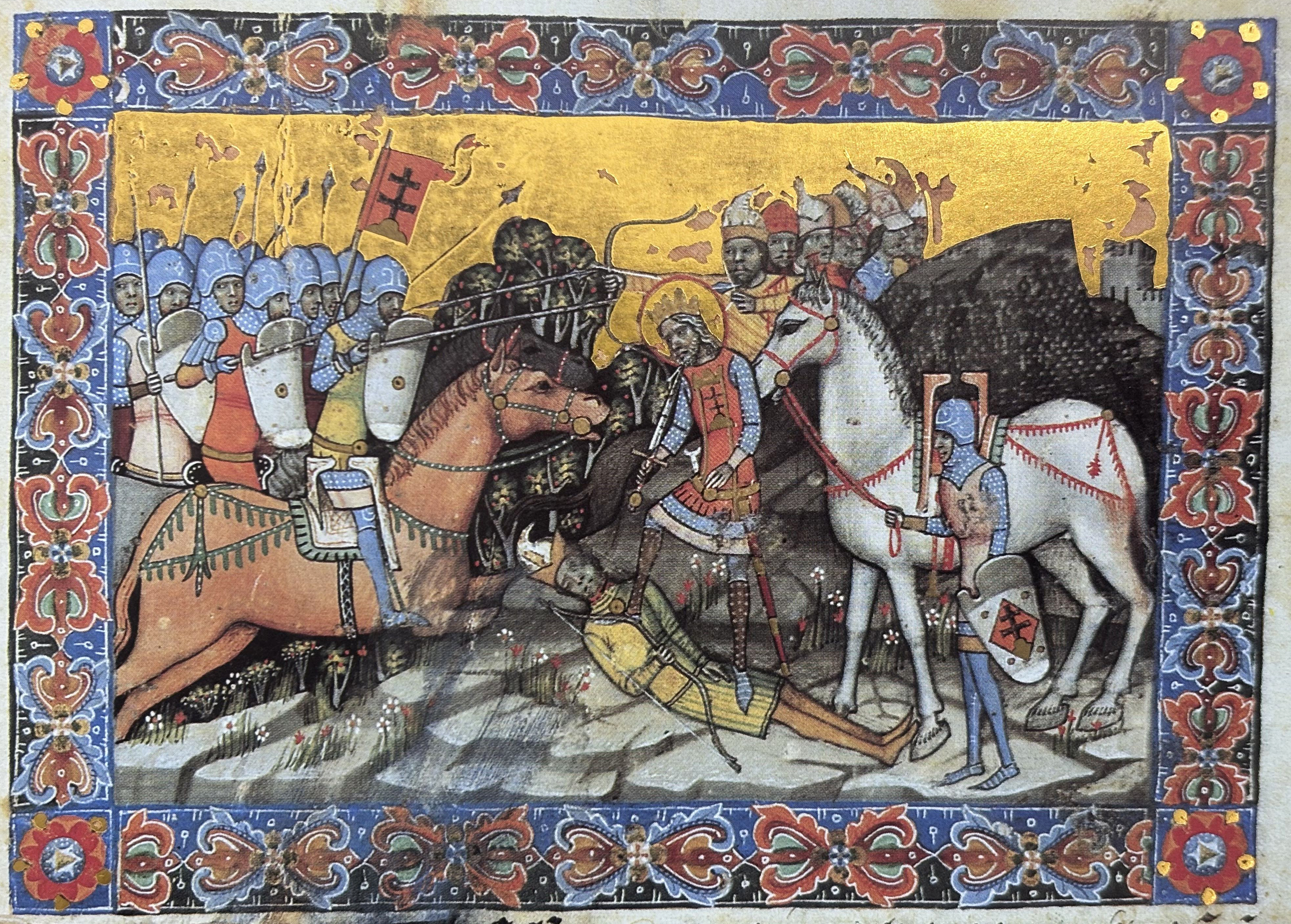
Esteban derrota a Kean, «duque de los búlgaros y eslavos» (Crónica iluminada).

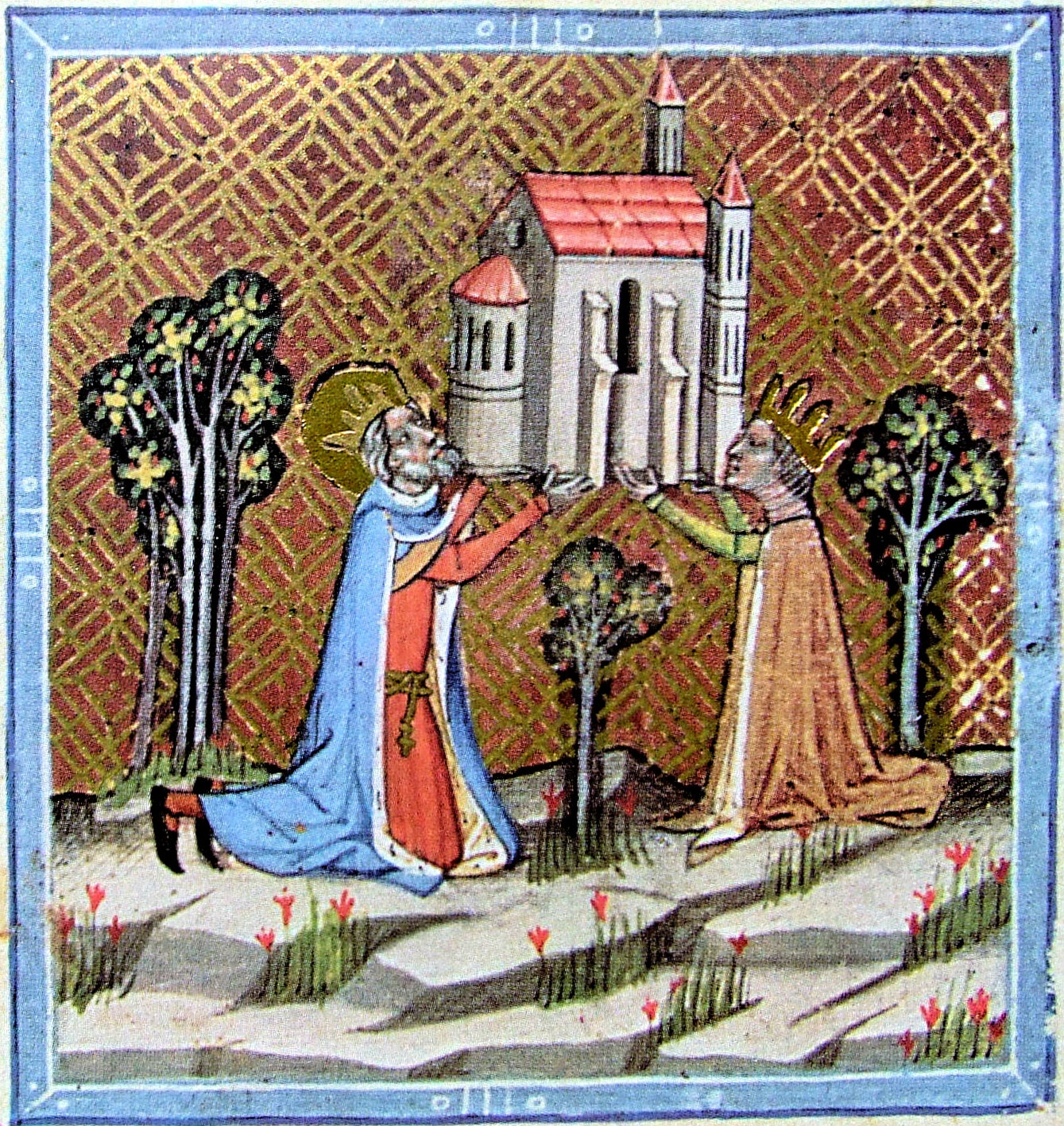
El rey Esteban y su esposa Gisela de Baviera fundando una iglesia en Óbuda

Esteban fue coronado como el primer rey de Hungría el 25 de diciembre de 1000 o el 1 de enero de 1001. La coronación convertía a Hungría en un estado de pleno derecho dentro de Occidente, independiente tanto del Sacro Imperio Romano como del Imperio bizantino. También confería a Esteban un poder absoluto, que utilizó para fortalecer el poder de la Iglesia católica en Hungría. Consolidó su gobierno gracias a una serie de guerras contra otros jefes de clanes rivales semiindependientes —incluidos los Atjonia, en el sur de Hungría, cerca del río Mureş (Maros) y su tío materno, Gyula de Transilvania—, a los que asesinó o expulsó, confiscando sus tierras. Demostró la fuerza militar de su reino cuando repelió una invasión de Conrado II, emperador del Sacro Imperio Romano Germánico, en 1030. Pantanos, otros obstáculos naturales y barricadas de piedra, tierra o madera proporcionaron defensa en las fronteras del reino. Una amplia zona conocida como gyepü fue dejada intencionalmente deshabitada con fines defensivos a lo largo de las fronteras. La mayoría de las fortalezas medievales tempranas de Hungría estaban hechas de tierra y madera.
El reino estaba integrado por las tierras de la Corona —patrimonio del rey Esteban, formadas por las tierras confiscadas a los nobles desleales, las conquistadas en la guerra, o las desocupadas—, las tierras de los clanes —pertenecientes a la nobleza, que podía dejarlas en herencia a otros miembros de la familia o a la iglesia; si un noble moría sin heredero, sus tierras revertían en el clan— y las antiguas tierras de la Corona, las propiedades concedidas a la iglesia o a particulares por el rey.
Las opiniones de Esteban I sobre la administración estatal se resumieron alrededor de 1015 en un trabajo conocido como Admoniciones. Afirmando que «el país que tiene un solo idioma y una costumbre es débil y frágil», enfatizó las ventajas de la llegada de extranjeros o "invitados". Esteban I desarrolló un estado similar a las monarquías de la Europa occidental contemporáneas. Los condados, las unidades básicas de administración a imagen del modelo franco, eran distritos organizados alrededor de fortalezas y encabezados por funcionarios reales nombrado por el rey conocidos como ispáns o condes. Esteban I fundó varias diócesis y al menos un arzobispado —Esztergom—, donó tierras para el establecimiento de obispados y estableció monasterios benedictinos. Prescribió que cada décima aldea debía construir una iglesia parroquial. Las primeras iglesias del siglo X eran simples construcciones de madera, pero la basílica real de Székesfehérvár ya fue construida en piedra según el estilo románico. Las leyes de Esteban I tenían como objetivo la adopción, incluso por la fuerza, de una forma de vida cristiana. Protegió especialmente el matrimonio cristiano contra la poligamia y otras costumbres tradicionales. Decretó el matrimonio obligatorio para aquellos que no fueran clérigos y prohibió los matrimonios entre cristianos y paganos. Los monjes extranjeros que llegaron al país trabajaron como profesores, e introdujeron métodos agrarios occidentales. Aunque al principio se utilizaba un alfabeto húngaro para poner por escrito los textos, el país acabó adoptando el alfabeto latino. Entre los años 1000 y 1844, el latín fue la lengua oficial del país. También desaparecieron los cinturones decorados y otros artículos de moda pagana. Los plebeyos comenzaron a usar abrigos largos de lana, pero los hombres ricos persistieron con sus kaftanes de seda decorados con pieles.
Desde una perspectiva legal, la sociedad húngara estaba dividida en hombres libres y siervos, pero también había grupos intermedios. Todos los hombres libres tenían capacidad legal para poseer propiedades, demandar y ser demandado. La mayoría de ellos estaban vinculados al monarca o a un terrateniente más rico, y solo los "invitados" podían moverse libremente. Entre los hombres libres que vivían en las tierras adscritas a una fortaleza, los «guerreros del castillo» —terratenientes obligados a prestar servicios militares— servían en el ejército, y la «gente del castillo» —obligados a proporcionar servicios bien especificados— cultivaban las tierras, forjaban armas o prestaban otros servicios. Todos los hombres libres debían pagar un impuesto especial, los «centavos de los hombres libres» a los monarcas. Con un estatus intermedio entre hombres libres y siervos, los campesinos conocidos como udvornici estaban exentos de ese tributo. Teóricamente, los siervos carecían del estatus legal disponible para los hombres libres, pero en la práctica tenían sus propias propiedades: cultivaban la tierra de sus amos con sus propias herramientas y se quedaban entre el 50% (mitad) y el 66% (2/3) de la cosecha para ellos.
Los nobles descendían por línea paterna de los magiares que habían llegado a la llanura panónica o habían recibido un nombramiento real. Solo ellos podían desempeñar cargos públicos o presentar quejas al rey. Pagaban diezmos y debían prestar servicios militares a la corona, pero estaban exentos de impuestos. Las personas no libres —que no tenían representación política— eran esclavos, libertos, inmigrantes o nobles despojados de sus privilegios. La gran mayoría eran siervos que pagaban impuestos al rey y entregaban una parte de su cosecha a la nobleza por el uso de sus tierras. Los siervos dependían directamente del rey, lo que limitaba el poder de los nobles.
Las leyes y estatutos de Esteban I sugieren que la mayoría de los plebeyos vivían en comunidades sedentarias que formaban aldeas. Una aldea promedio estaba formada por no más de 40 chozas de madera semi-hundidas con un hogar en la esquina. Muchas de las aldeas recibieron el nombre de una profesión, lo que implica que los aldeanos estaban obligados a prestar un servicio específico a sus señores.

Si algún guerrero degradado por la lascivia secuestra a una niña para que sea su esposa sin el consentimiento de sus padres, decretamos que la niña debe ser devuelta a sus padres, incluso si él le hizo algo por la fuerza, y el secuestrador pagará diez novillos por el secuestro, aunque después pudieran haber hecho las paces con los padres de la niña.
If any warrior debased by lewdness abducts a girl to be his wife without the consent of her parents, we decreed that the girl should be returned to her parents, even if he did anything by force to her, and the abductor shall pay ten steers for the abduction, although he may afterwards have made peace with the girl's parents.
Libro uno de las leyes del rey Esteban I

### Revueltas paganas, guerras y consolidación (1038-1116)

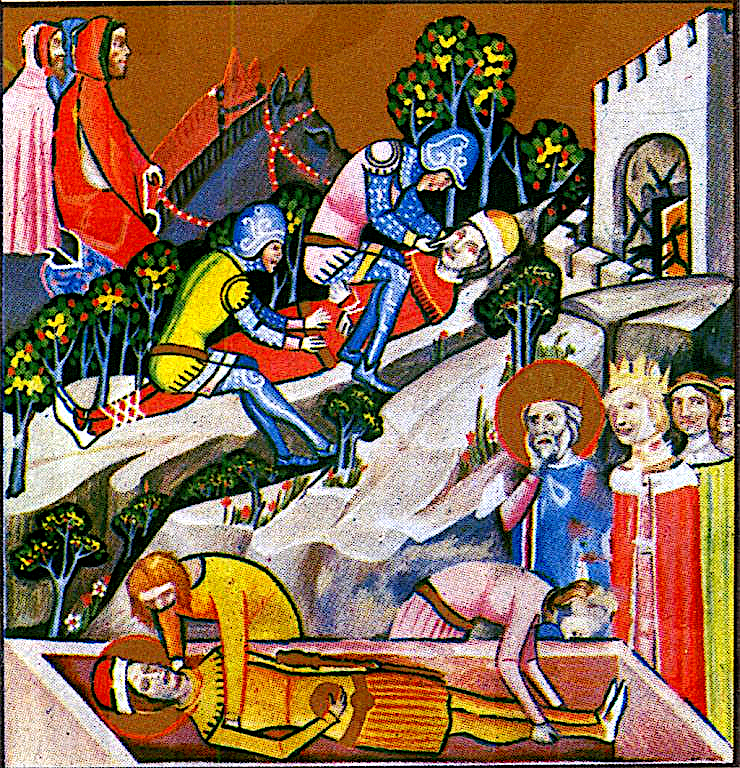
El rey san Esteban en el funeral de su hijo, san Emerico

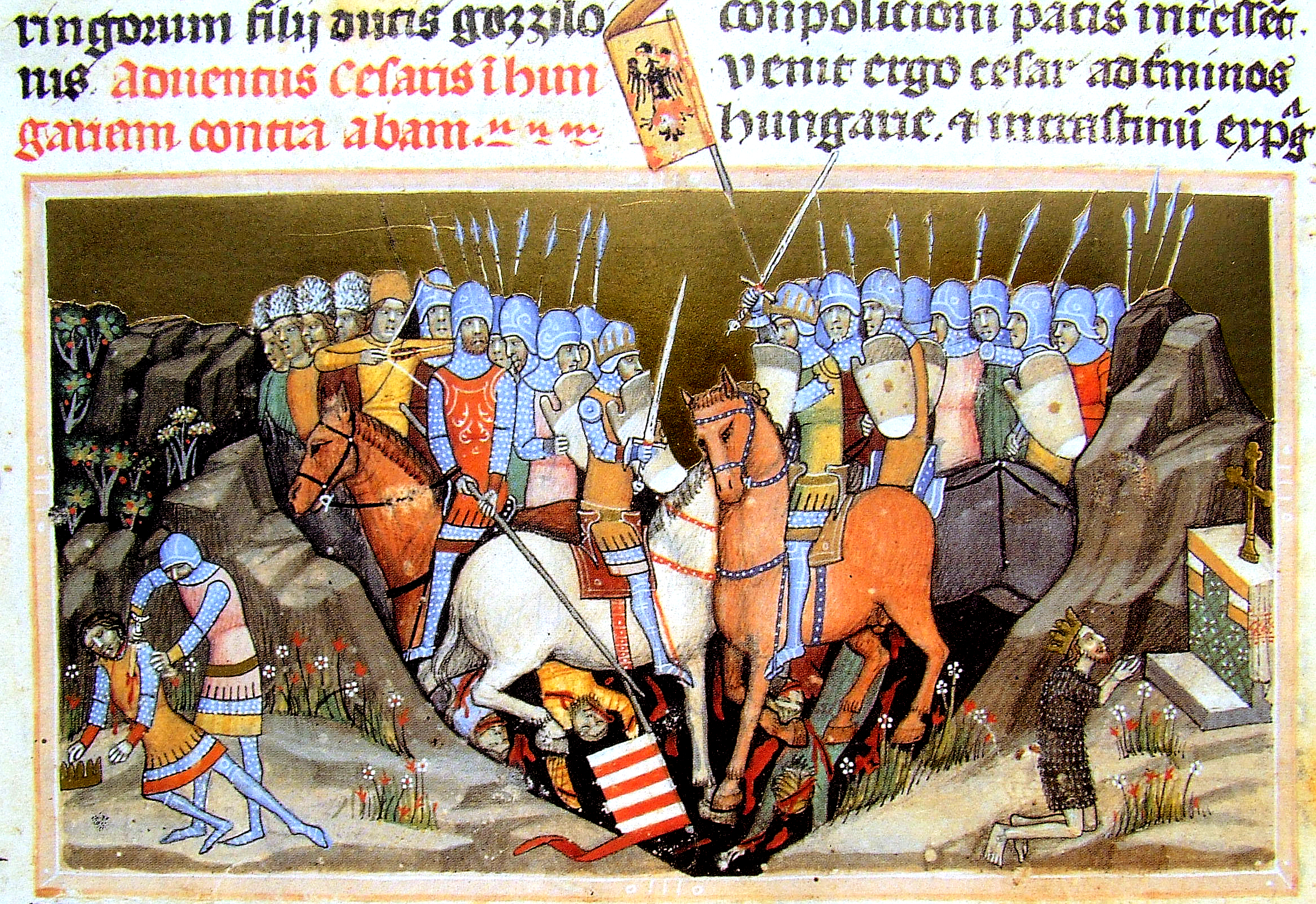
Batalla de Ménfő, en la que Pedro Orseolo venció a Samuel Aba y recuperó el trono húngaro.

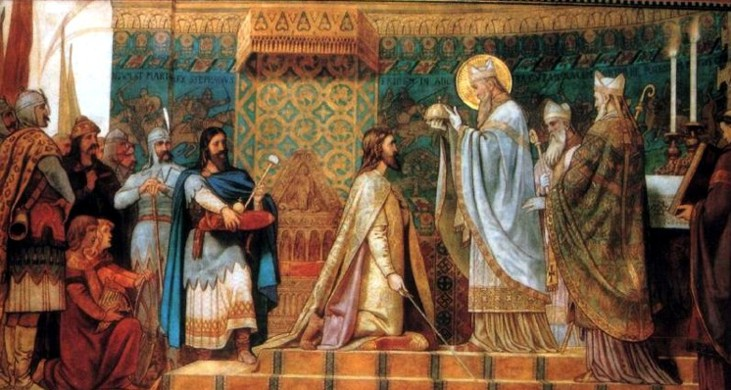
Coronación de Andrés I. Obra de Bertalan Székely.

Esteban I sobrevivió a su hijo Emerico (muerto joven durante una cacería de jabalíes y canonizado en 1083), lo que provocó una crisis de cuatro décadas. Esteban consideraba a su primo Vazul inadecuado para el trono y nombró al hijo de su propia hermana, el veneciano Pedro Orseolo, como su heredero, lo cual no fue bien visto por los nobles húngaros. Después de que Vazul fuera cegado y sus tres hijos fueran expulsados, Pedro sucedió a su tío sin oposición en 1038. El primer reinado de Pedro Orseolo (r. 1038-1041) fue complicado y tormentoso: su preferencia por los cortesanos extranjeros y la intención de hacerse vasallo del emperador germánico a cambio de su protección, llevó a una rebelión, que terminó con su deposición a favor de un señor nativo, Samuel Aba, que estaba relacionado con la familia real. El reinado de Aba duró hasta 1044 y se caracterizó por el caos interno y el repudio de los nobles que habían apoyado a Orseolo: más de medio centenar fueron ajusticiados. Muchos, como el obispo san Gerardo Sagredo, criticaron las acciones del nuevo rey y vieron de buena gana un posible regreso al trono de Pedro Orseolo, quien previamente no les agradaba.
Apoyado por el emperador Enrique III, Pedro Orseolo regresó y derrotó a Samuel Aba en la batalla de Ménfő en 1044, victoria que le permitió recuperar el trono. Durante su segundo gobierno (r. 1044-1046), aceptó la suzeranía del emperador. Su gobierno terminó con una nueva rebelión, la Revuelta de Vata, en esta ocasión dirigida a la restauración del paganismo. El caos se extendió por todo el reino: los paganos arremetieron contra Pedro y el cristianismo aunque hubo muchos señores disconformes con Orseolo que se opusieron a la destrucción de la monarquía cristiana. Propusieron que la corona fuera para Andrés (r. 1046-1060), uno de los hijos de Vazul y primo de san Esteban, que regresó a Hungría y tras varios enfrentamientos en los que obtuvo la victoria, se hizo con el poder en 1046. Su cooperación con su hermano, Béla, un talentoso comandante militar, aseguró la victoria de los húngaros sobre el emperador Enrique III, que intentó conquistar el reino dos veces: en 1051 (derrota en el monte Vértes) y en 1052 (derrota en Pozsony). El peligro de que Hungría se sometiese a vasallaje del imperio se esfumó. Si bien Andrés se había coligado con los paganos guiados por Vata para obtener el trono de Hungría, asegurándoles que se aferraría a la antigua fe, después de la victoria y durante su reinado mantuvo relaciones muy estrechas con la Iglesia y promovió el cristianismo en Hungría.
Andrés deseaba que le sucediese su joven hijo Salomón, que no había alcanzado aún la edad adecuada para gobernar, y por ello ordenó su coronación en 1057 o 1058 ya que era una condición fundamental para su matrimonio con Judit, hermana de Enrique IV, rey de Alemania. Su compromiso puso fin a más de diez años de conflicto armado entre Hungría y el Sacro Imperio Romano Germánico. Sin embargo, la coronación del niño Salomón provocó a su tío Bela, que pretendía suceder a su hermano de conformidad con el principio tradicional de antigüedad. Bela, con la ayuda del duque polaco Boleslao «el Temerario» resultó vencedor en la guerra civil subsiguiente, en la que el Andrés fue herido de muerte en una batalla. Salomón y su madre huyeron al Sacro Imperio y se establecieron en Melk (Austria).
Bela I apenas ocupó el trono durante tres años. En el verano de 1063, la asamblea de príncipes alemanes decidió invadir Hungría para restaurar a Salomón. Bela falleció el 11 de septiembre en un accidente cuando el respaldo de su trono de madera se desprendió y le cayó encima, antes de que llegara el ejército imperial. Sus tres hijos, Geza, Ladislao y Lampert escaparon hacia Polonia.
Tanto el rey como sus primos cooperaron estrechamente en el período comprendido entre 1064 y 1071. Los príncipes lucharon al lado del joven rey contra las invasiones de tribus asiáticas (los pechenegos y los cumanos que habían saqueado Transilvania en 1068,) pero nuevamente el conflicto de poder en la familia real provocó una nueva guerra civil en 1071. Los primos derrotaron a Salomón en la batalla de Mogyoród en 1074, debiendo huir y conservando solo la zona de Moson y el cercano Presburgo (ahora Bratislava, en Eslovaquia). Otras regiones del reino reconocieron como su soberano a Géza I, que reinó durante tres años, igual que su difunto padre. Tuvo fama de ser un rey sumamente religioso y justo, al contrario que Salomón. Tras su muerte, el rey san Ladislao fue coronado en 1077.

#### La Hungría de san Ladislao (1077-1095)

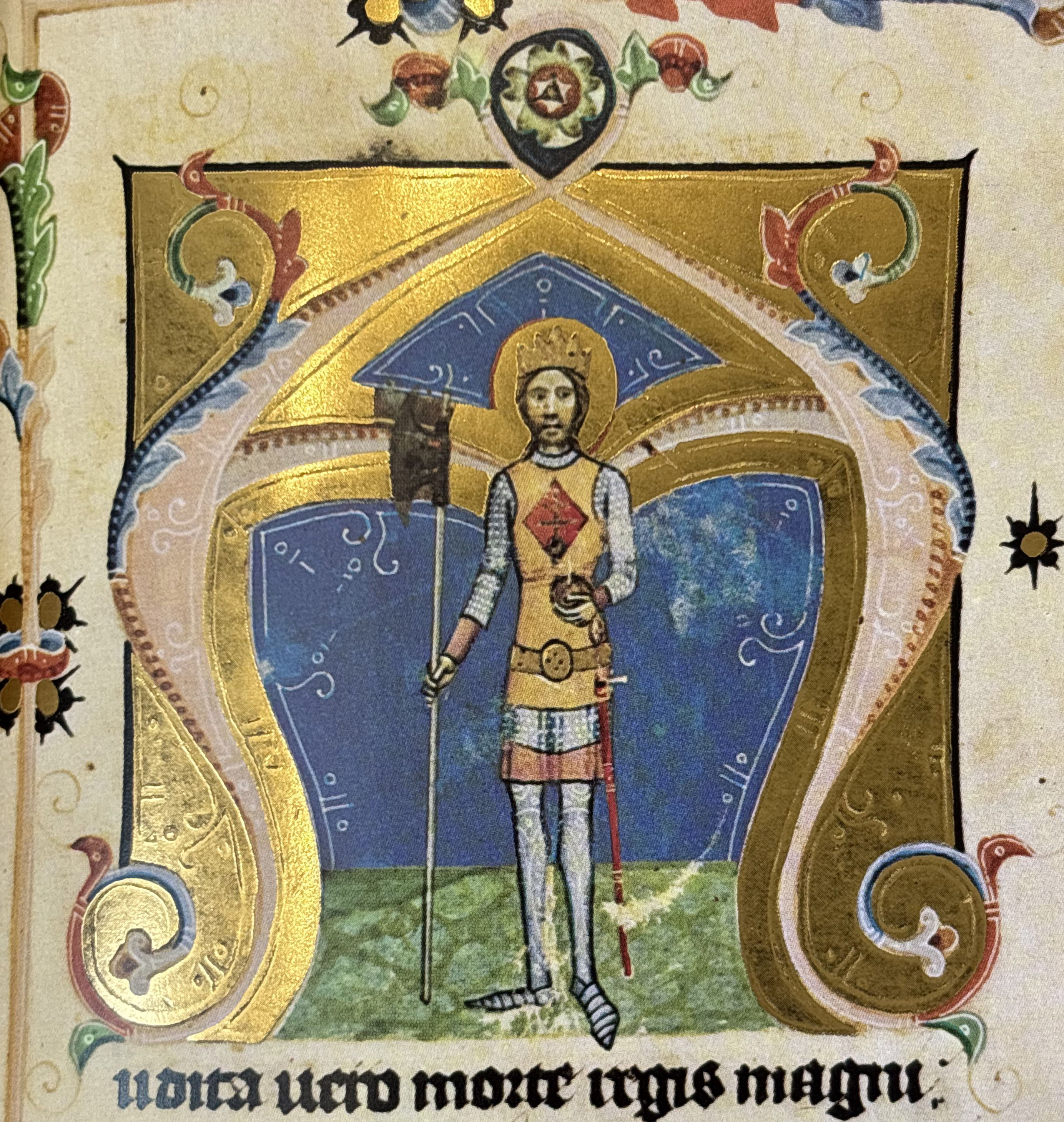
El rey san Ladislao I de Hungría en una miniatura de la Crónica Ilustrada húngara.

Los conflictos con Salomón continuaron hasta la abdicación definitiva de este en 1080 o 1081 a favor Ladislao, al que econoció rey a cambio de «ingresos suficientes para soportar los gastos de un rey».
Ladislao, apodado el «rey caballero» (y santificado el 27 de junio de 1192), sería conocido por los húngaros medievales a lo largo de su vida, antes y durante su reinado, como un caballero excelso y una persona profundamente religiosa. Son numerosas leyendas —en las que rescata a damiselas y vence a enemigos imposibles— que surgieron en vida del rey y tras su muerte; en ellas se le describe como un hombre de alta estatura y gran fuerza, de noble carácter y gran religiosidad.
Ladislao heredó una Hungría devastada por las luchas internas y asolada por las invasiones bárbaras provenientes de Asia. Ante los ataques de los cumanos y los pechenegos, las poblaciones rurales húngaras se habían puesto en movimiento retomando su estilo de vida seminómada y, con la crisis, comenzaron a robar a los señores húngaros y a la Iglesia. Ante esta situación, Ladislao I aprobó leyes sumamente rigurosas, con penas que disponían azotes, la pérdida de extremidades o la muerte. A lo largo de su vida promulgó tres códigos — el primero con veintinueve decretos, el segundo con dieciocho y el tercero con cuarenta y dos—, con los que logró contener la crisis del reino y llevar nuevamente a los húngaros por el camino del cristianismo. Sus leyes también regularon el pago de losderechos de aduana, de los peajes pagaderos en ferias y vados, y de los diezmos. Prohibió a los judíos retener a siervos cristianos e introdujo leyes destinadas a la conversión de los musulmanes locales, conocidos como Böszörménys —o ismaelitas o szerecsen ("sarracenos"), los musulmanes que vivieron en el reino de Hungría en los siglos X y XIII—.

Nadie podrá comprar ni vender excepto en el mercado. Si, en violación de esto, alguien compra propiedad robada, todos perecerán: el comprador, el vendedor y los testigos. Sin embargo, si acordaron vender algo de su propiedad, perderán esa cosa y su precio, y los testigos también perderán la misma cantidad. Pero si el trato se realizó en el mercado, y el acuerdo se concluiyó frente a un juez, un cobrador de peajes y testigos, y si los bienes comprados luego parecen haber sido robados, el comprador escapará de la pena...
No one shall buy or sell except in the market. If, in violation of this anyone buys stolen property, everyone shall perish: the buyer, the seller, and the witnesses. If, however, they agreed to sell something of their own, they shall lose that thing and its price, and the witnesses shall lose as much too. But if the deal was made in the market, and agreement shall be concluded in front of a judge, a toll-gatherer, and witnesses, and if the purchased goods later appear to be stolen, the buyer shall escape penalty ...
Libro segundo de las leyes del rey Ladislao I

Durante la Querella de las Investiduras, Ladislao permaneció siempre del lado del papa Gregorio VII, puesto que precisamente el emperador alemán Enrique IV había sido el que había protegido a Salomón e intentado someter a vasallaje al reino húngaro. Ladislao había tomado por esposa a la princesa Adelaida, hija del príncipe de Suabia, aliado del papa y opositor directo de Enrique IV, es decir, marcó claramente su posición ante tal conflicto del que no resultó afectado directamente.
En el año 1083 san Ladislao obtuvo del papa Gregorio VII la santificación de san Esteban, san Emérico, san Gerardo Sagredo y otros dos religiosos húngaros. En honor a la celebración y como demostración de buena fe, Ladislao liberó a su primo y anterior rey, Salomón, de la prisión de Visegrád, después de que este hubiese intentado dos veces atentar contra la vida del rey santo. Salomón intentó posteriormente atentar nuevamente contra Ladislao, pero tras fallar finalmente murió en el olvido.

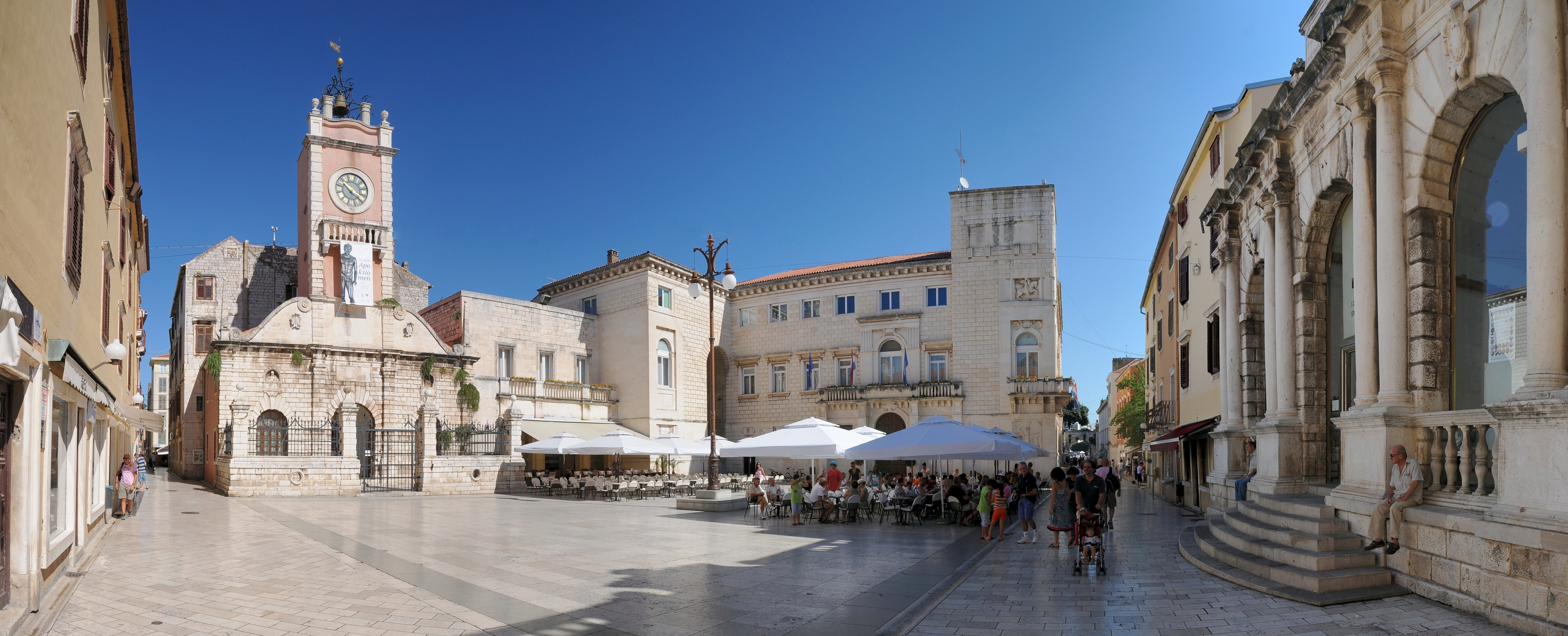
Zadar, una ciudad dálmata que aceptó la suzeranía del rey Coloman

La muerte del cuñado de Ladislao, el rey Zvonimir de Croacia que no tuvo hijos, en 1089 o 1090 le dio la oportunidad de reclamar Croacia para sí mismo. La hermana de Ladislao, Helena de Rascia, que era la viuda del difunto monarca, y varios nobles (principalmente del norte de Croacia) apoyaron la reivindicación de Ladislao. Sus tropas ocuparon las tierras bajas, pero un pretendiente nativo, Petar Svačić, resistió en los montes Petrova. Sin embargo, Croacia y Hungría permanecieron estrechamente conectadas durante más de nueve siglos. Ladislao I colocó como regente del reino a su sobrino, Álmos, hijo del fallecido rey Géza I. Croacia fue parte de la Corona húngara hasta 1919, al final de la I Guerra Mundial.
San Ladislao murió en 1095 sin heredero varón, ya que solo tuvo hijas. Antes de fallecer se aseguró de que fuese nombrado heredero su sobrino Colomán, hijo de Géza I. Aunque era un hijo menor, Álmos también se vio favorecido frente a su hermano, Coloman, cuando el rey pensaba en su sucesión. Aun así, Coloman sucedió a su tío en 1095, mientras que Álmos recibió un ducado separado —territorios gobernados ocasionalmente por separado del reino por miembros (duques) de la dinastía Árpád— bajo la suzeranía de su hermano. Durante todo el reinado de Coloman, la relación de los hermanos se mantuvo tensa, lo que finalmente llevó al cegamiento de Álmos y de su pequeño hijo.

#### Coloman, elBibliófilo(1095-1116)

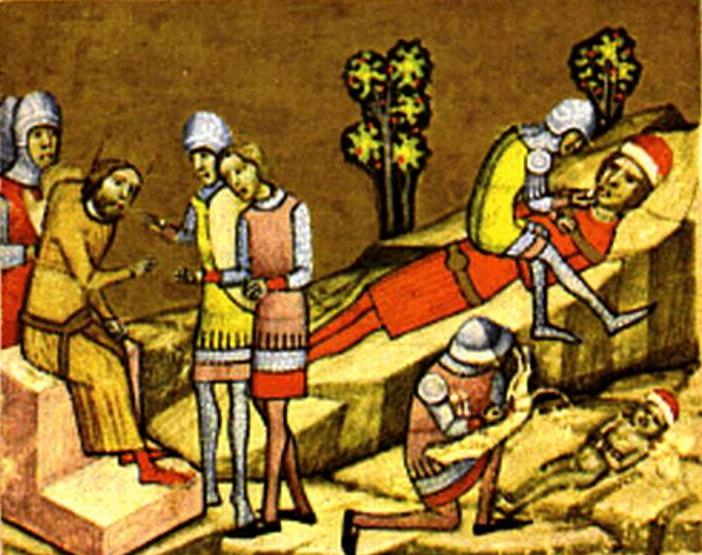
El rey Colomán de Hungría ordena el cegamiento del Príncipe Álmos y su hijo Béla. Imagen de la Crónica Ilustrada húngara.

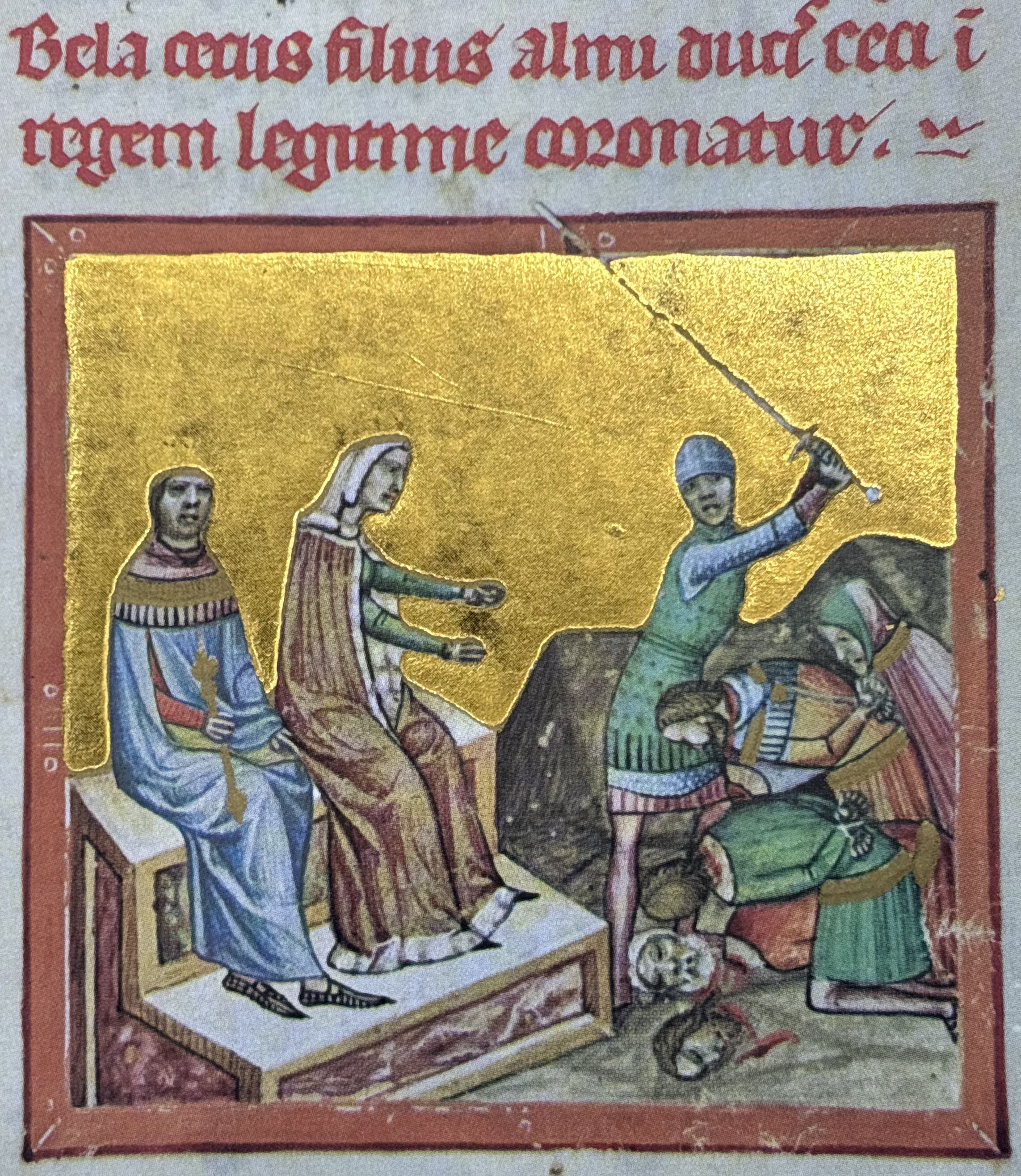
Bela II de Hungría el Ciego y su esposa Helena de Raška se cobran venganza de los nobles que habían apoyado la decisión de Colomán de cegar al nuevo rey y a su padre Álmos.

Tras la muerte de san Ladislao, se sucedieron las disputas entre el príncipe Álmos y el rey Colomán el Bibliófilo (r. 1095-1116) , al que se había educado para ser clérigo y no rey. Por otra parte, Álmos había recibido adiestramiento militar y durante un tiempo había sido designado regente de Croacia por su tío, pero la decisión en el último momento de Ladislao de designar heredero a Colomán lo cambió todo. En 1097 Colomán dirigió sus tropas en la batalla de la montaña Gvozd, donde reconquistó los territorios croatas y volvió a colocar a su hermano, el príncipe Álmos, como gobernador de ellos.
Sin embargo, Álmos prosiguió el incesante acoso de Colomán, hasta que finalmente fue capturado y cegado con una barra de acero incandescente en 1113, por orden del rey. El cegar al adversario era la única manera en la época de incapacitarlo para reinar sin tener que matarlo. No solamente el príncipe Álmos fue cegado, sino también su joven hijo Béla, quien posteriormente reinará como Béla II de Hungría.
Coloman publicó su más famosa ley medio siglo antes que otros gobiernos: De strigis vero quae non sunt, nulla amplius quaestio fiat [En cuanto al tema de las brujas, tales cosas no existen, por lo que no se realizarán más investigaciones ni juicios].
Coloman derrotó a dos bandas de cruzados (los perpetradores de las masacres de Renania) que saqueaban las fronteras occidentales y derrotó a Petar Svačić en Croacia. Los Pacta conventa de finales del siglo XIV afirman que Coloman fue coronado rey de Croacia después de concluir un acuerdo con doce nobles locales. Aunque lo más probable es que sean una falsificación, el documento refleja la situación real de Croacia propiamente dicha, que nunca se incorporó a Hungría. En contraste, la región conocida como Eslavonia, entre los montes Petrova y el río Drava, se conectó estrechamente con Hungría. Aquí muchos nobles húngaros recibieron concesiones de tierras de los monarcas Zadar, Split y otras ciudades dálmatas también aceptaron la soberanía de Coloman en 1105, pero conservaron su derecho a elegir a sus propios obispos y líderes. En Croacia y Eslavonia, el soberano estaba representado por gobernadores que llevaban el título ban. Asimismo, un funcionario real, el voivoda, administraba Transilvania, la zona fronteriza oriental del reino.

El Reino de Hungría en la década de 1090

Como Ladislao I, Coloman demostró ser un gran legislador, pero prescribió castigos menos severos que los que había impuesto su tío. Ordenó que las transacciones entre cristianos y judíos se pusieran por escrito. Sus leyes concernientes a sus súbditos musulmanes apuntaban a su conversión, por ejemplo, obligándolos a casar a sus hijas con cristianos. La presencia de comerciantes judíos y musulmanes en el reino se debió a su papel como cruce de rutas comerciales que conducían a Constantinopla, Ratisbona y Kiev. También existía el comercio local, que permitía a Coloman cobrar la marturina, el tradicional impuesto en especie de Eslavonia, en efectivo.
El reino estaba escasamente poblado, con una densidad de población promedio de 4−5 hab./km². Las calles o distritos de Eger, Pécs y Nagyvárad (Oradea, Rumania) señalan la presencia de "invitados" que hablan una lengua romance occidental, mientras que los nombres de lugares Németi y Szászi se refieren a colonos de habla alemana en todo el reino. La mayoría de los súbditos de los primeros monarcas húngaros medievales eran campesinos. Solo cultivaron las tierras más fértiles y se trasladaban más lejos cuando las tierras se agotaban. El trigo fue el cultivo más ampliamente producido, pero también se cultivó cebada, la materia prima para la elaboración casera. Incluso a los campesinos se les permitió cazar y pescar en los bosques reales que cubrían grandes territorios del reino. La cría de animales siguió siendo un sector importante de la agricultura, y el mijo y la avena se producían como forraje.

### Colonización y expansión (1116-1196)

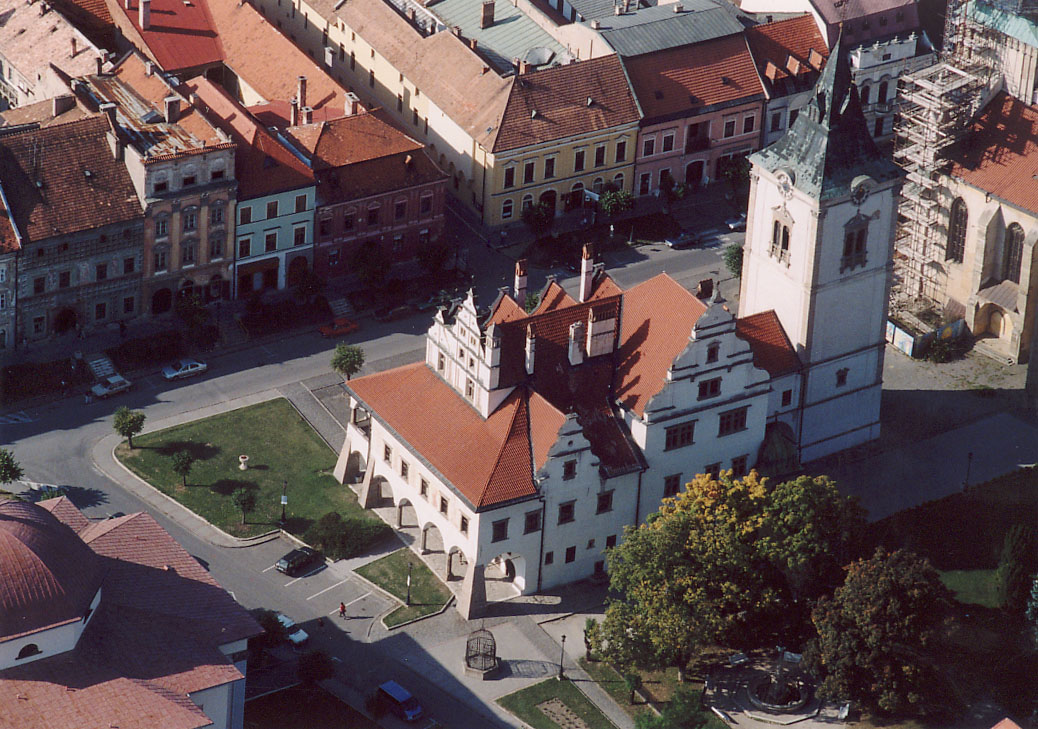
Leutschau (Lőcse, Levoča), un centro de zipser sajones

Esteban II (r. 1116-1131) sucedió a su padre Colomán en 1116 y su reinado se caracterizó por las guerras fallidas contra la República de Venecia, el Imperio bizantino y otros estados vecinos. La primera mención de los sículos (székelys) está relacionada con la primera guerra del joven rey contra el ducado de Bohemia. Los sículos de habla húngara vivían en comunidades dispersas a lo largo de las fronteras, pero luego esos grupos se trasladaron a las regiones más orientales de Transilvania en el siglo XII. Al no tener hijos y preocupado de que no hubiese más miembros vivos de la casa de Árpad, cuando se enteró de que su sobrino ciego Béla aún permanecía con vida oculto en un monasterio, lo hizo llamar inmediatamente. Esteban II murió finalmente sin hijos en 1131 y Béla II el Ciego (r. 1131-1141) fue coronado rey de Hungría. Durante el reinado del cegado Béla II, el reino fue administrado por su esposa, Helena de Rascia, que ordenó la masacre de los señores que se habían opuesto al gobierno de su marido. Boris Kolomanović, un supuesto hijo del rey Coloman, que intentó arrebatarle el trono a Béla II, no recibió apoyo interno.
El hijo de Béla II, Géza II (r. 1141-1162), que ascendió al trono en 1141, adoptó una política exterior activa. Apoyó a Uroš II de Serbia contra el emperador bizantino Manuel I Komnenos. Promovió la colonización de las zonas fronterizas e invitados flamencos, alemanes, italianos y valones llegaron en gran número y se establecieron en la región de Szepesség (Spiš, Eslovaquia) y en el sur de Transilvania. Géza incluso reclutó guerreros musulmanes en las estepas pónticas para servir en su ejército. Abu Hamid, un viajero musulmán de al-Ándalus que conoció el reino, se refiere a montañas que «contienen gran cantidad de plata y oro», lo que apunta a la importancia de la minería y el bateo de oro ya alrededor de 1150.

Si alguien del rango de conde ha ofendido al rey, incluso en un asunto trivial, o, como a veces sucede, ha sido acusado injustamente de ello, un emisario de la corte, aunque sea de muy baja posición y desatendido, lo apresará en medio de su séquito, lo encadenará y lo arrastrará a diversas formas de castigo. No se pide una sentencia formal al príncipe a través de sus pares... no se le concede al acusado ninguna oportunidad de defenderse, pero todos consideran suficiente la voluntad del príncipe.
Gesta Friderici imperatoris, de Otón de Frisinga

Geza II fundó en 1150 la Orden de San Esteban de Hungría, una orden de caballería hospitalaria que operó en Hungría y en Tierra Santa protegiendo a los peregrinos.
A lo largo de su reinado Esteban III sostuvo incontables disputas con el emperador bizantino Manuel I Comneno, con quien finalmente firmó un tratado de paz en 1164, debiendo cederle Dalmacia y la región de Szeréms ég (Srem, Serbia) en 1165. Esteban envió a su hermano menor, el príncipe Béla, a Constantinopla como acto de buena fe. Ahí Béla sería educado según las costumbres greco-romanas y tomaría por esposa a la princesa María, sobrina del emperador. Esteban III dio ejemplo para el desarrollo de las ciudades concediendo libertades a los "huéspedes" valones en Székesfehérvár, incluida la inmunidad de jurisdicción del ispán local.
Después de la muerte de Géza II se produjeron conflictos familiares en los que sus hermanos reclamaron la corona para sí mismos; Ladislao II lucharía contra su otro hermano Esteban IV y también contra el hijo mayor de Géza II (y sobrino de los anteriores), Esteban III, produciéndose un conflicto denominado de los antirreyes. Ladislao II y Esteban IV habían sido apoyados por el emperador romano germánico y gobernaron durante escasos meses. Esteban III, finalmente apoyado por el emperador del Sacro Imperio Germánico, fue el que prevaleció al final y fue coronado en 1162 y reinó hasta su muerte en 1172.

#### La influencia del imperio bizantino en Hungría: Béla III (1172-1196)

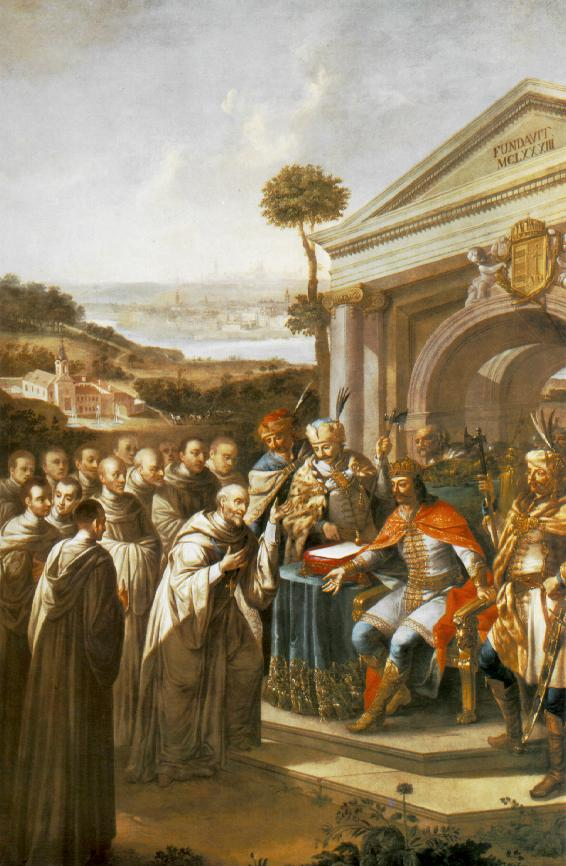
Bela III de Hungría. Obra de István Dorffmaister. Siglo XVIII

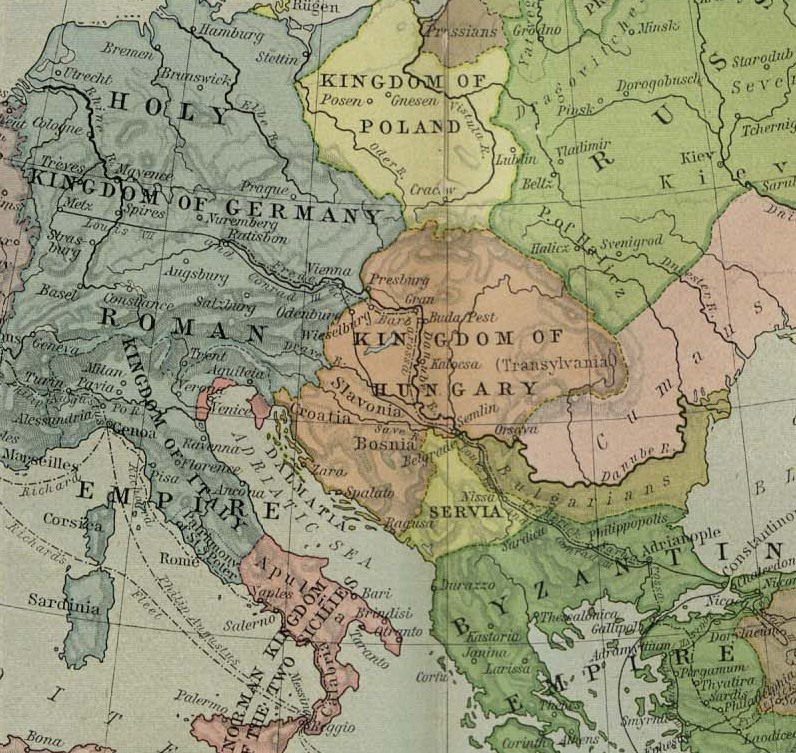
Hungría (incluida Croacia) en 1190, durante el gobierno de Béla III

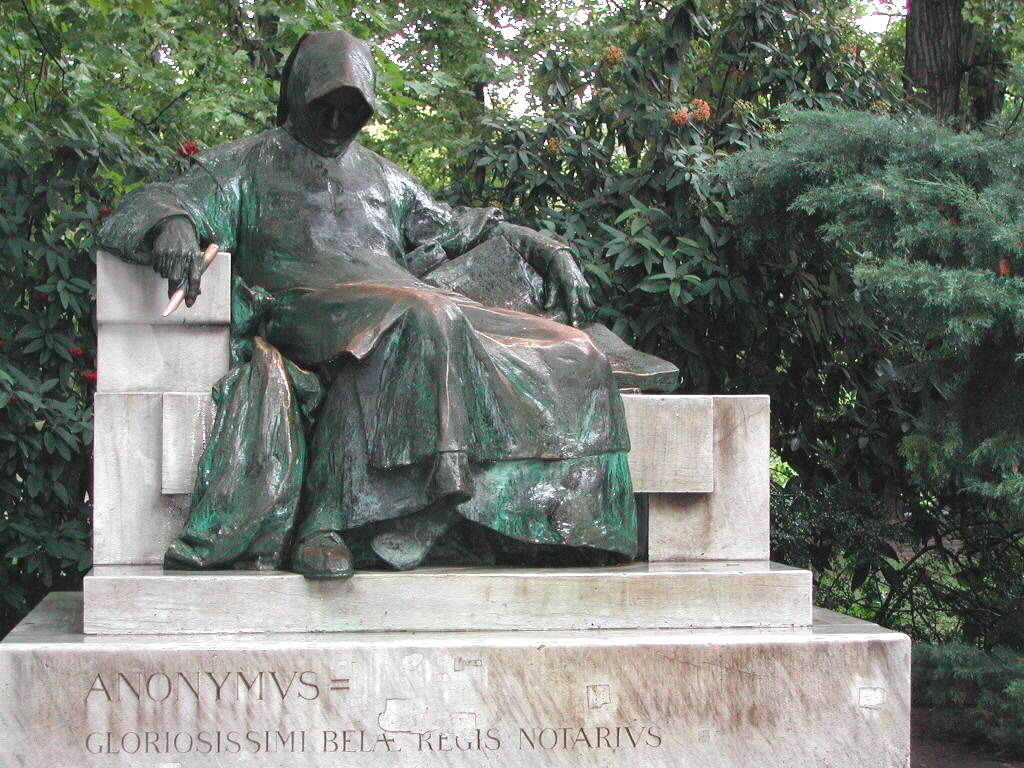
Estatua dedicada al autor anónimo de la Gesta Hungarorum, en el Castillo de Vajdahunyad

Cuando Esteban III murió sin hijos en 1172, su hermano, el príncipe Béla regresó a Hungría, siendo coronado como Béla III (r. 1172-1196). Tras su retorno, trajo consigo costumbres greco-romanas como el registro escrito de las transacciones y los procedimientos judiciales, lo que fundamenta los informes de las crónicas húngaras posteriores de su orden sobre el uso obligatorio de peticiones escritas. Los terratenientes también empezaron a poner por escrito sus transacciones, lo que provocó la aparición de los llamados "lugares de autenticación", como capítulos catedralicios y monasterios autorizados para emitir escrituras. Su aparición también evidencia el empleo de un personal educado. De hecho, los estudiantes del reino estudiaron en las universidades de París, Oxford, Bolonia y Padua desde la década de 1150. Igualmente fue Béla III quien llevó la cruz doble ortodoxa romana a Hungría y la haría formar parte de los escudos. 
Después de las derrotas sufridas por su hermano mayor, Bela III consiguió frenar la hegemonía bizantina en los Balcanes y recuperó los territorios de Croacia y Dalmacia en la década de 1180 , al tener a su favor al emperador bizantino. Si bien Bela creció en el imperio bizantino, Hungría no se vio afectada por la cultura greco-romana. Al contrario, durante esa época floreció la cultura francesa y los lazos entre los dos reinos se estrecharon cada vez más. Su primera esposa era de una familia francesa, y su segunda esposa fue la hija del fallecido rey Luis VII de Francia. De esta forma en los sellos reales Bela aparece con vestimenta francesa y no con romana, y los rasgos caballerescos, artísticos, así como las órdenes religiosas preponderantes en el país estuvieron en estrecha relación con el reino franco. Construyó un amplio palacio en la ciudad de Esztergom en estilo gótico temprano. y otras edificaciones en Székesfehérvár y Óbuda. 
A su período de gobierno se le adjudica la escritura de la Gesta Hungarorum, o Hechos de los húngaros, cuyo autor anónimo pasaría a la historia bajo este seudónimo después de firmar solamente con "P. dictus magister". (según algunos académicos, el autor sería el notario de Béla III.) Esta crónica sería el primer escrito sobre la historia de los húngaros, la «toma de tierras», , desde luego escrito en latín. Aquiles y otros nombres conocidos de la Poema de Troya y del Romance de Alejandro (dos obras emblemáticas de la cultura caballeresca) también fueron populares entre los aristócratas húngaros.
En 1189 se organizó la Tercera Cruzada, y el emperador Federico I Barbarroja atravesó el reino húngaro vía Tierra Santa. En su estadía le pidió asistencia al príncipe Géza, hermano del rey Béla III. De esta manera, junto con el ejército de Barbarroja también avanzaron hacia el imperio bizantino alrededor de 2000 soldados húngaros bajo el mando del príncipe. Esa fue la primera participación activa de los húngaros en las guerras cruzadas.
En 1190 Béla III sirve de intermediario entre el emperador alemán y el imperio bizantino, logrando que ambos firmasen la paz y él mismo firmó un armisticio de dos años con la república de Venecia. En 1192 logró la santificación de san Ladislao y guerreó contra Serbia. 
Al poco tiempo padeció una enfermedad que lo agotaría y finalmente lo conduciría a la muerte, dejando el reino en manos de sus dos hijos, los príncipes Emérico y Andrés.
Bela III fue el miembro de la dinastía más rico y poderoso. Una lista contemporánea muestra que más del 50% de sus ingresos provenían de la renovación anual de la moneda de plata y de los peajes, de los transbordadores y de los mercados. Según la lista, su ingreso total fue el equivalente a 23 toneladas de plata pura por año, pero esta cifra es claramente exagerada.
Los nuevos métodos de cultivo y la puesta en explotación de nuevas tierras generaron excedentes suficientes para mantener una nueva clase de artesanos. En el siglo XIII, los nobles húngaros vendían oro, plata, cobre y hierro con Europa occidental a cambio de bienes de lujo.

## Desarrollo de los Estados del reino

### Época de las bulas de oro (1196-1241)

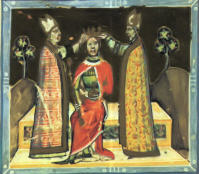
Coronación de Emérico de Hungría. Imagen de la Crónica Ilustrada húngara.

Tras la muerte del rey Béla III, su hijo Emérico (r. 1196-1204) fue coronado rey en 1196. Su reinado se caracterizó por constantes luchas con su hermano menor Andrés, contra quien chocó en un enfrentamiento armado en Croacia en el año 1197. Al sufrir una derrota, Andrés conservó los territorios croatas, donde reinó de forma independiente de su hermano mayor Emérico. Un año después el papa Inocencio III intercedió y le pidió a Andrés que cesase la hostilidad contra su hermano y que más bien luchase en las cruzadas contra los infieles musulmanes. Pero nuevamente en 1199, Andrés fue vencido cerca del lago Balaton tras enfrentarse a Emérico, y huyó a territorio austríaco. En 1203, después de haber firmado la paz, Andrés volvió a alzarse en contra de su hermano. Fue hecho prisionero y encarcelado, pero posteriormente sus seguidores lo liberaron. Además, incitados por Enrico Dandolo, dogo de Venecia, los ejércitos de la Cuarta Cruzada habían tomado Zadar en 1202.
Emérico, sabiéndose enfermo, hizo coronar el 26 de agosto de 1204 a su hijo pequeño, Ladislao (de 3 o 5 años de edad), para asegurar de esta forma su sucesión. Andrés se reconcilió con su hermano moribundo, que le confió «la tutela de su hijo y la administración del reino hasta que el pupilo alcance la mayoría de edad», según el casi contemporáneo Tomás el arquidiácono. Cuando Emérico falleció al poco, el 30 de noviembre de 1204, Ladislao III le sucedió brevemente, ejerciendo Andrés como regente, que acaparó todo el poder, dificultándole la vida al niño-rey y a su madre, la reina viuda Constanza. El papa Inocencio III exhortó a Andrés que debía permanecer leal a Ladislao. En cambio, Andrés tomó el dinero que Emerico había guardado en la abadía de Pilis para Ladislao, equivalentes a 30.000 marcos fueron llevados a la sede principal de los caballeros hospitalarios estefanitas en Szentkirály. Constanza consiguió huir a Viena con el niño Ladislao, refugiándose en la corte de Leopoldo VI. Andrés se preparó para la guerra contra Leopoldo VI, pero Ladislao murió súbitamente en Viena el 7 de mayo de 1205, siendo enterrado en Székesfehérvár (Hungría). Constanza nunca volvió a Hungría, sino que se casó en 1209 con Federico II Hohenstaufen, siendo coronada junto a su esposo en 1212 emperatriz del Sacro Imperio Romano Germánico. 
Andrés finalmente se hizo coronar el 29 de mayo de 1205 como Andrés II de Hungría en 1205.

#### Andrés II (1205-1235)

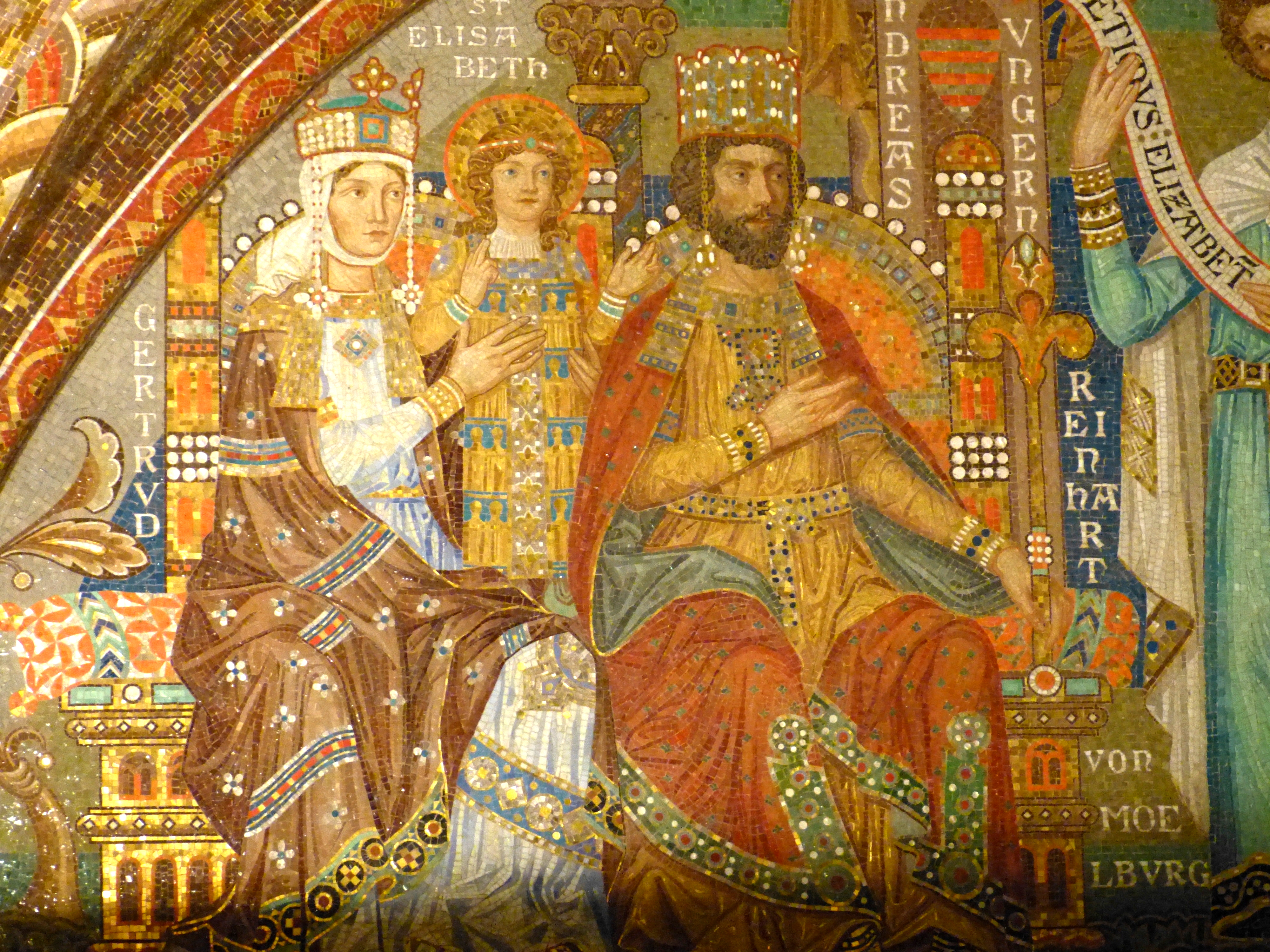
Mosaico idealizado de Gertrudis de Merania, su hija Isabel y su marido el rey Andrés.

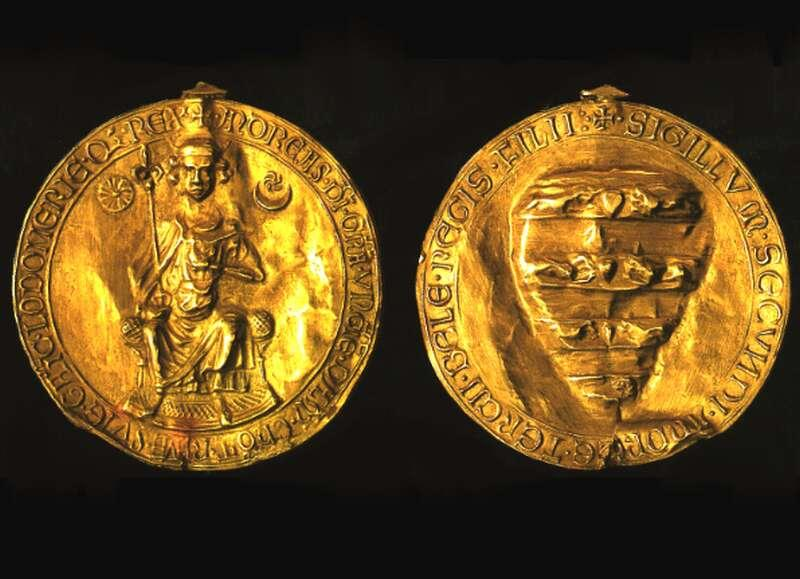
Bula de Oro de 1222 de Andrés II, nombrada por el sello de oro con el que los reyes húngaros confirmaban sus documentos más importantes. II. La Bula de Oro fue una de las leyes más importantes de la constitución histórica húngara en los siglos posteriores a su nacimiento, referencia para la protección de la libertad.

Andrés II de Hungría fue un rey derrochador, de lujos domésticos, y amante de las aventuras militares extranjeras que otorgó grandes extensiones de tierras a los nobles que lucharon junto a él: «la mejor medida de una concesión real es que sea inconmensurable». Esos nobles, algunos extranjeros, pronto se convirtieron en una nueva clase propietaria cuyo poder y riqueza les elevaba por encima de la mayoría del resto de la nobleza. Hasta finales del siglo XII, el poder del rey había sido incontestado y supremo en Hungría. Era el mayor propietario, y los ingresos que proporcionaban las tierras de la corona, igualaban prácticamente a los procedentes de minas, aduanas y acuñación de moneda. Sin embargo, durante el siglo XIII se produjo un cambio en la estructura social que empezó a afectar al poder absoluto del monarca. A medida que las tierras de la corona reducían su importancia como fuente de ingresos, el rey consideró oportuno otorgar parte de esas tierras a la nobleza para asegurarse su lealtad.
El nuevo rey se vio pronto forzado a enfrentar ataques cumanos, como sus antecesores, y en 1211 las tropas húngaras fueron auxiliadas por los caballeros teutónicos que llegaron como refuerzo (la amenaza cumana fue contenida durante los siguientes años). En ese mismo año de 1211, Andrés II otorgó a los caballeros teutónicos el distrito de Barcaság, en la región húngara de Transilvania, como recompensa de su heroica actuación y se esforzó por establecer relaciones con los alemanes, ya que quería dar en matrimonio a una de sus hijas al hijo del margrave de Turingia. (En 1224, los caballeros teutónicos enviaron una petición formal al papa Honorio III para que este ordenase que los caballeros tuviesen que responder directamente solo a la Santa Sede y no, por el contrario, ante Andrés II. Molesto y preocupado por su creciente poder, el rey terminó expulsándolos en 1225, por lo que la Orden Teutónica se estableció en las orillas del mar Báltico; sin embargo, se permitió a muchos colonizadores alemanes quedarse en las regiones antes bajo control teutónico).
Los hombres libres que vivían en antiguas tierras reales perdieron su contacto directo con el soberano, lo que amenazó su estatus legal. Los ingresos reales disminuyeron, lo que llevó a nuevos impuestos a musulmanes y judíos y a la introducción de una agricultura fiscal —técnica tributaria en que los ingresos variables se asignan por cuotas y el titular recibe rentas periódicas fijas— Los nuevos métodos de recaudación de fondos para el tesoro real crearon un malestar generalizado.
Andrés II estuvo fuertemente influenciado por su esposa, Gertrudis de Merania, que estaba extendiendo su influencia a la esfera religiosa y política, colocando a familiares germánicos como obispos, situación que no era del agrado de los nobles húngaros. Mientras Andrés II se hallaba en 1213 en una campaña militar en Galitzia, un grupo de ellos se aprovechó de que la corte se había ido de cacería a un bosque cercano al asentamiento de Pilis, para asesinar a Gertrudis, acusándola de beneficiarse del poder real húngaro para favorecer a sus familiares. Andrés II amaba a su esposa y la enterró en un sarcófago ricamente decorado en un claustro de la Orden del Císter en las propias montañas de Pilis. Andrés tomó una nueva esposa en 1215, Violante de Courtenay.
Andrés II encabezó la Quinta Cruzada a Tierra Santa (1217-1218), armando el mayor ejército real de la historia de las cruzadas (20 000 caballeros y 12 000 guarniciones). Cuando afrontó esos gastos elevando los impuestos a los siervos, eso perjudicó los ingresos de la pequeña nobleza, que se rebeló contra el rey en su ausencia.
Finalmente, un movimiento de los sirvientes reales, que en realidad eran terratenientes libres directamente subordinados al soberano, obligó en 1222 a Andrés II a emitir su Bula de Oro, que contenía 31 artículos. (considerada a veces la primera constitución de Europa continental, el equivalente húngaro a la Carta Magna inglesa). A partir de entonces, todos los reyes de Hungría deberían jurar ese documento, que tenía un doble propósito: reafirmar los derechos de la pequeña nobleza y de las nuevas clases sociales frente al rey y a los grandes magnates, y defender a todos aquellos habitantes de la nación del poder de la corona, restringiendo las prerrogativas reales en ciertos campos y legalizando la negativa a obedecer aquellas órdenes que contravinieran la legalidad (ius resistenci). El poder real quedaba limitado y recogía las libertades de los sirvientes reales, incluida su exención de impuestos, que los nobles no tendrían que pagar más impuestos que los que aprobaran, que solo debían asistir al rey militarmente cuando el reino fuese atacado; que de tratarse una campaña de conquista, el rey debería pagar por las tropas. Su última disposición autorizaba a los señores seculares y espirituales a «resistir y hablar contra [el soberano] sin acusación de alta traición». La pequeña nobleza comenzó a presentar quejas a Andrés, una práctica que evolucionó hasta llegar a la institución del Parlamento o Dieta. La Bula de Oro también prohibía el empleo de musulmanes y judíos en la administración real.
Andrés II, instado por los prelados, emitió la nueva variante de la Bula de Oro en 1231, que autorizaba al arzobispo de Esztergom a excomulgarlo en caso de que se apartara de sus disposiciones. Por los no cristianos que continuaron trabajando en la casa real, el arzobispo Robert de Esztergom puso el reino bajo interdicto en 1232. Andrés II se vio obligado a prestar juramento, que incluía su promesa de respetar la posición privilegiada de los clérigos y a despedir a todos sus funcionarios judíos y musulmanes. También se demuestra una creciente intolerancia contra los no católicos con la transferencia del monasterio ortodoxo de Visegrád a los benedictinos en 1221.
Andrés II hizo varios intentos de ocupar el vecino Principado de Halych. Su hijo, Béla, persuadió en 1228 a un grupo de cumanos para que aceptaran la suzeranía de Andrés II y en 1231 estableció una nueva marca en Oltenia (conocida como Banato de Szörény). Béla IV sucedió a su padre en 1235.

#### Bela IV (1235-1270)

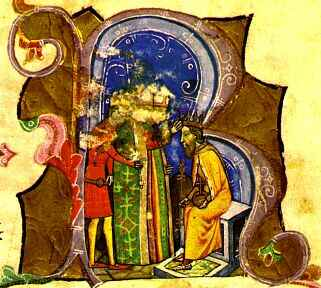
Coronación de Bela como rey (miniatura del Chronicon Pictum).

El hijo de Andrés, Bela IV de Hungría intentó restablecer el poder real recomprando las tierras de la corona que se habían perdido, aunque con poco éxito. Sus esfuerzos, sin embargo, abrieron una profunda brecha entre la corona y los magnates en el momento preciso en que los mongoles estaban cruzando Rusia hacia Europa. El rey fue informado por primera vez de la amenaza de los mongoles por fray Julián, un fraile dominico que había visitado una población de habla húngara en Magna Hungaria, en 1235. En los años siguientes, los mongoles derrotaron a los cumanos que dominaban las partes occidentales de las estepas euroasiáticas. Un cacique cumano, Köten, acordó aceptar la supremacía de Béla IV; por lo tanto, a él y a su pueblo se les permitió establecerse en la gran llanura húngara. El estilo de vida nómada de los cumanos causó muchos conflictos con las comunidades locales. Los lugareños incluso los consideraban aliados de los mongoles.

### Invasión mongola (1241-1242)

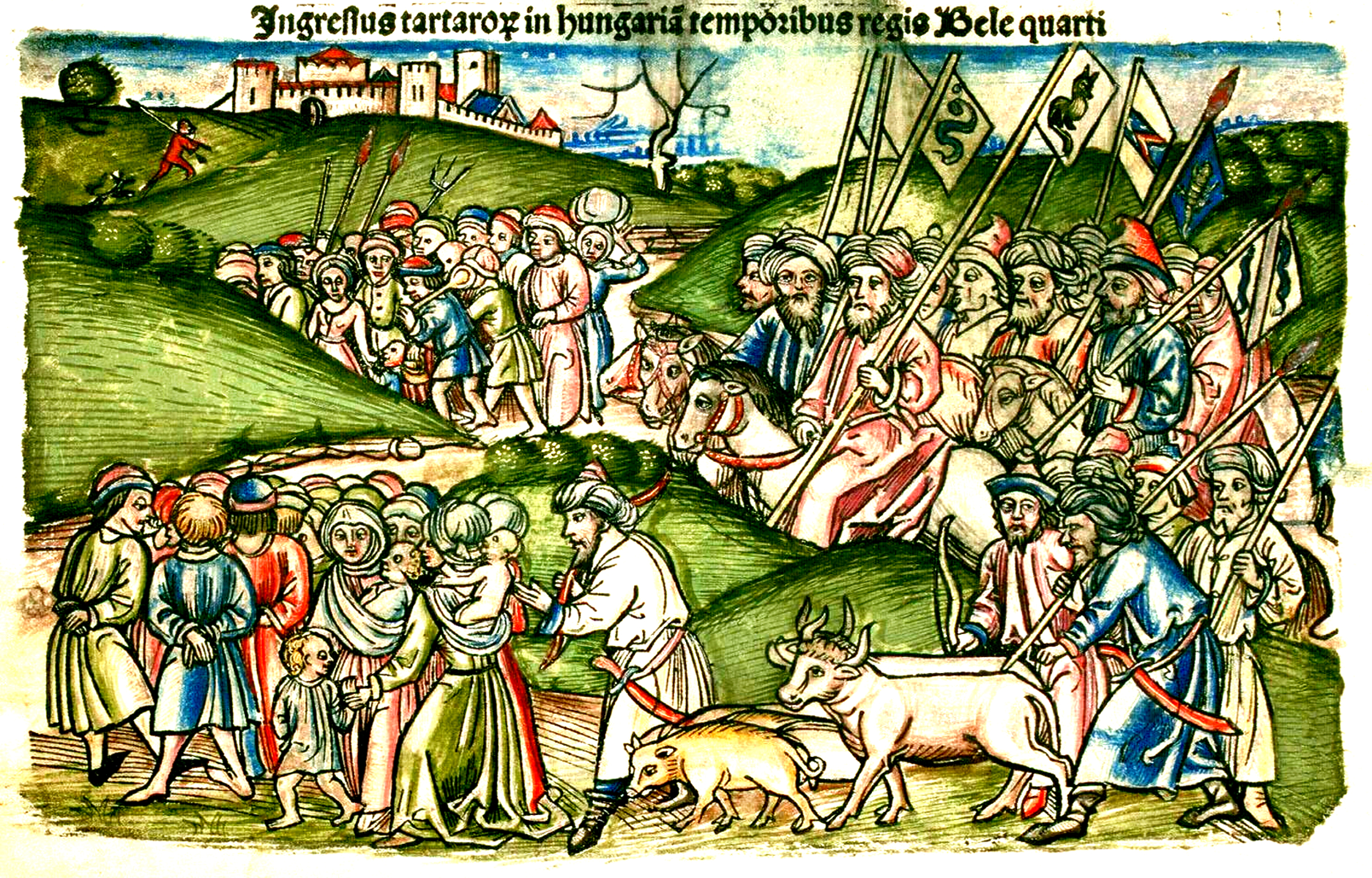
Invasión mongol representada en la Chronica Hungarorum de Johannes de Thurocz

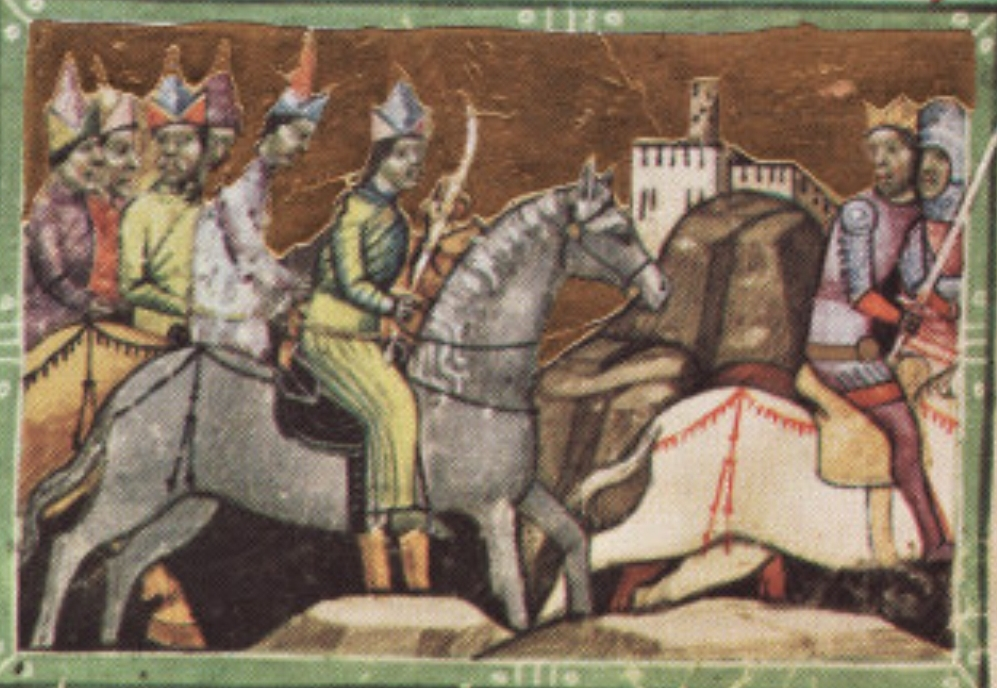
Los mongoles persiguiendo a Bela después de su catastrófica derrota en la batalla de Mohi el 11 de abril de 1241 (miniatura del Chronicon Pictum).

Consciente del peligro, Bela ordenó la movilización inmediata de toda la nobleza, grande y pequeña, aunque pocos respondieron. Batu Khan, que era el comandante de los ejércitos mongoles que invadieron Europa del Este, exigió la rendición de Béla IV sin luchar en 1240. El rey se negó y ordenó a sus barones que se reunieran con su séquito en su campamento en Pest. Aquí, estalló un motín contra los cumanos y la turba masacró al líder cumano, Köten. Los cumanos partieron pronto y saquearon las partes centrales del reino. El principal ejército mongol llegó a través de los pasos del noreste de los Cárpatos en marzo de 1241. Las tropas reales se encontraron con las fuerzas enemigas en el río Sajó, donde los mongoles obtuvieron una victoria decisiva en la batalla de Mohi el 11 de abril de 1241, donde numerosos soldados húngaros, Caballeros Templarios y estefanitas murieron por igual. Desde el campo de batalla, Béla IV huyó primero a Austria, donde el duque Federico II de Austria lo retuvo para pedir rescate. A partir de entonces, el rey y su familia encontraron refugio en la fortaleza de Klis en Dalmacia. Los mongoles primero ocuparon y saquearon completamente los territorios al este del río Danubio. Cruzaron el río cuando estuvo congelado a principios de 1242. Un relato contemporáneo del abad Hermann de Niederalteich declaró que «el Reino de Hungría, que había existido durante 350 años, fue destruido».

[Los mongoles] quemaron la iglesia [en Nagyvárad], junto con las mujeres y todo lo que había en la iglesia. En otras iglesias perpetraron tales crímenes a las mujeres que es mejor guardar silencio... Luego decapitaron sin piedad a los nobles, ciudadanos, soldados y canónigos en un campo fuera de la ciudad... Después de haberlo destruido todo, y que de los cadáveres surgiera un hedor intolerable, dejaron el lugar vacío. La gente que se escondía en los bosques cercanos regresó en busca de comida. Y mientras buscaban entre las piedras y los cadáveres, los [mongoles] regresaron repentinamente y de los vivos que encontraron allí, ninguno quedó con vida.
[The Mongols] burnt the church [in Nagyvárad], together with the women and whatever there was in the church. In other churches they perpetrated such crimes to the women that it is better to keep silent ... Then they ruthlessly beheaded the nobles, citizens, soldiers and canons on a field outside the city. ... After they had destroyed everything, and an intolerable stench arose from the corpses, they left the place empty. People hiding in the nearby forests came back to find some food. And while they were searching among the stones and the corpses, the [Mongols] suddenly returned and of those living whom they found there, none was left alive.
Epístola del Maestro Roger

Batu Khan retiró todo su ejército cuando se le informó de la muerte del gran kan Ogodei en Karakorum en marzo de 1242. Habían reducido Hungría a cenizas y masacrado a gran parte de la población.

#### Resto del reinado de Bela IV (1242-1270)

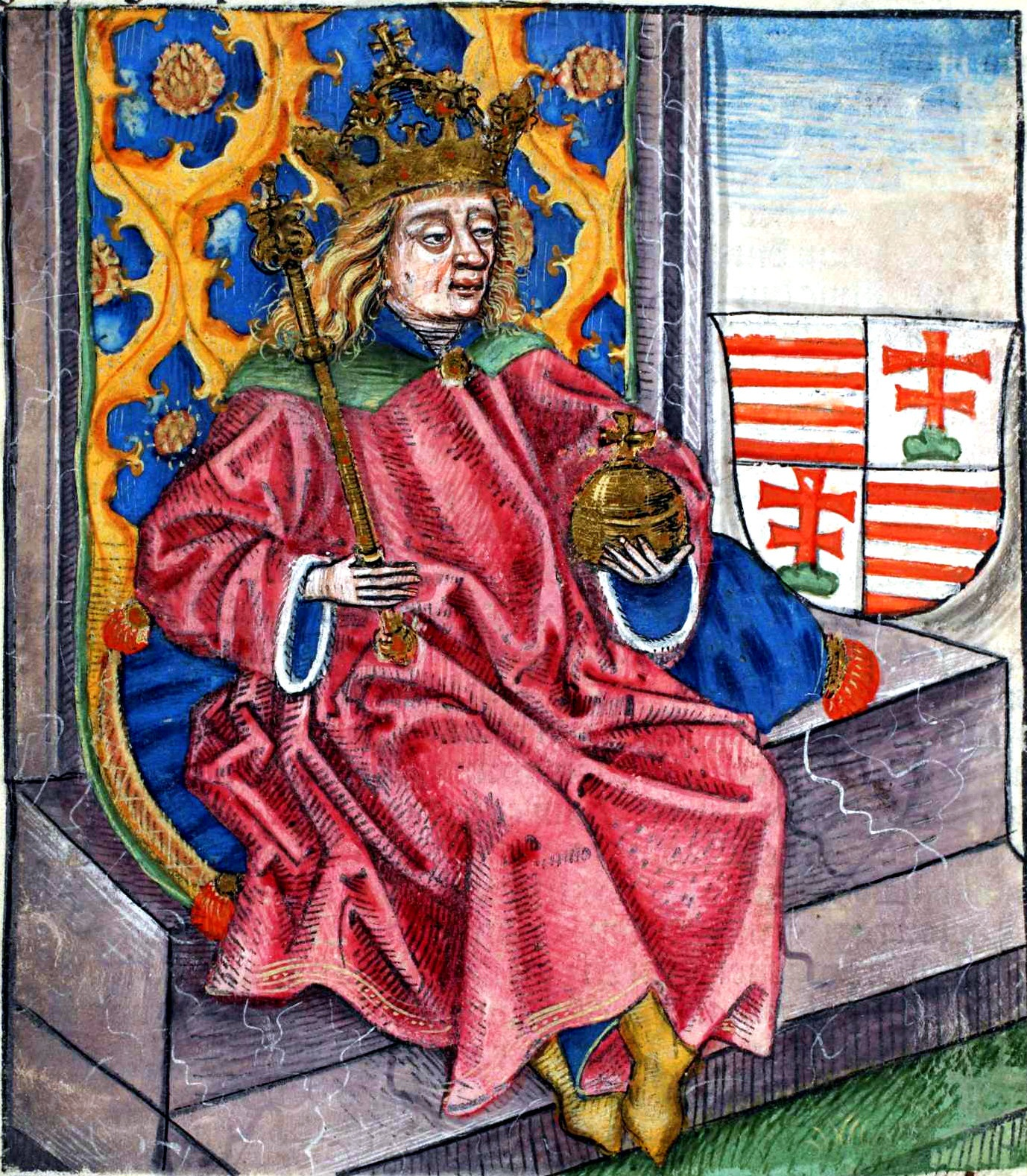
El rey Bela IV en la Chronica Hungarorum de Johannes de Thurocz

Una vez pasada la amenaza, Béla IV regresó al reino y se puso al frente de su reconstrucción. Primero tuvo que combatir al duque Federico II de Austria, que aprovechando la crisis posterior a la incursión mongola, atacó la ciudad húngara de Bratislava esa misma primavera de 1242. Béla IV logró repeler las huestes austríacas y retomar el control sobre los territorios. En 1246, Federico II decidió volver a atacar y venció a los checos, avanzando peligrosamente sobre Hungría. La decisiva batalla del río Leitha, se libró el 15 de junio de 1246, donde luchó el duque ruso Rosztyiszlav, quien había tomado por esposa a Anna, hija de Béla IV. Inclusive con la ayuda rusa, los ejércitos húngaros no consiguieron derrotar a los austriacos en el enfrentamiento, que posteriormente se vio frustrado tras la repentina muerte del duque austríaco en el campo de batalla. Pronto las tropas germánicas se retiraron y los húngaros obtuvieron la victoria en la campaña militar. Rosztyiszlav se anexionó grandes territorios a lo largo de las fronteras del sur del reino.
Aunque el reino de Bela logró sobrevivir, la hambruna y las epidemias que siguieron tuvieron consecuencias demográficas catastróficas. Al menos el 15% de la población murió o desapareció. Las rutas comerciales transcontinentales se desintegraron, lo que provocó el declive de Bács, Ungvár y otros centros comerciales tradicionales. Las comunidades musulmanas locales también desaparecieron, lo que indica que habían sufrido pérdidas especialmente graves durante la invasión. Las aldeas pequeñas también desaparecieron, pero los datos arqueológicos indican que la destrucción total de los asentamientos fue menos frecuente de lo que se suponía. El abandono de la mayoría de las aldeas, bien documentado desde la segunda mitad del siglo XIII, fue la consecuencia de un proceso de integración que duró décadas y los campesinos se trasladaron desde las pequeñas aldeas a los asentamientos más grandes. Béla, que había perdido a sus dos hijas menores y temeroso de que el ataque tártaro fuese un castigo divino, ofreció bajo juramento a su hija Margarita como religiosa, y ésta creció en el convento de la "Isla de los Conejos" (en húngaro: Nyulak szigete) en el Danubio, junto al asentamiento de Buda. La princesa Margarita sería conocida como una monja sumamente religiosa, humilde y servicial, que siempre rechazó propuestas de matrimonio y honró el juramento de su padre. Posteriormente fue santificada (santa Margarita de Hungría). 
Dado que sólo las ciudades y abadías fuertemente fortificadas habían conseguido resistir a los asaltos tártaros, el rey Bela ordenó la construcción de castillos de piedra y fortificaciones para defenderse de futuras invasiones (al final de su reinado serían más de 100 fortalezas). Bela comprendió que la reconstrucción del país requería del apoyo de la nobleza, así que abandonó sus proyectos de recuperar las antiguas tierras reales. En su lugar, otorgó tierras de la Corona a sus partidarios, reorganizó el ejército reemplazando arqueros por caballería pesada y autorizó a la alta nobleza para reorganizar sus propiedades y construir castillos de piedra capaces de soportar asedios. Él mismo pasó mucho tiempo en el asentamiento de Buda, ordenando la construcción de una fortaleza en la cima la colina, fundándose propiamente Buda como ciudad medieval. Igualmente Visegrád sería fortificado en esta época mediante el castillo construido en la cima de la montaña. Posteriormente sus construcciones amuralladas también servirían para contener los diversos ataques del Imperio otomano en el siglo XV. Bela repobló el país con inmigrantes, transformando los asentamientos reales en centros de población que llenó con germanos, moravos y polacos y también italianos y judíos. Los rumanos (valacos) —que habían establecido asentamientos en Transilvania— fueron aceptados igualmente. Aún más, el rey volvió a invitar a los cumanos de Cuthen, que habían huido antes de la invasión tártara hacia Kunság/Kiskunság/Nagykunság, y a los que relocalizó en las llanuras a lo largo del Danubio y el Tisza y les concedió autonomía. Un grupo de alanos, los antepasados del pueblo jasico, parece haberse asentado en el reino aproximadamente al mismo tiempo.
Aparecieron nuevas aldeas, que consistían en casas de madera construidas una al lado de la otra en parcelas iguales de tierra. Por ejemplo, los bosques escasamente habitados de los Cárpatos occidentales (en la actual Eslovaquia) desarrollaron una red de asentamientos bajo Béla IV. Las cabañas desaparecieron y se construyeron nuevas casas rurales que consistían en una sala de estar, una cocina y una despensa. La minería se perfeccionó, los métodos de cultivo mejoraron —arados pesados asimétricos, — en todo el reino. y la artesanía y el comercio emergieron en las ciudades.
La migración interna también fue fundamental en el desarrollo de los nuevos dominios que surgieron en las antiguas tierras reales. Los nuevos terratenientes otorgaron libertad personal y condiciones económicas más favorables a quienes llegaban a sus haciendas, lo que también permitió a los campesinos que decidieron no trasladarse mejorar su situación. Béla IV otorgó privilegios a más de una docena de ciudades, incluidas Nagyszombat (Trnava, Eslovaquia) y Pest.
Mientras tanto, huyendo de la caótica vida urbana y política, el canónigo Eusebio de Esztergom se retiró hacia 1250 a las montañas junto con otros monjes cristianos para iniciar una vida de eremita. Eusebio se convirtió en el guía de esa comunidad y más tarde fundó la Orden de San Pablo Primer Eremita, que será en el futuro una de las instituciones más influyentes del reino, que velará por la gente más necesitada, así como por la preservación del idioma, historia y cultura húngara (serán también los primeros religiosos que llegarán a América para evangelizar a los indígenas después de 1492). 
Sin embargo, los conflictos políticos en Europa Central no parecían cesar, pues Hermann VI de Baden pasó a ser el nuevo duque de Austria y estaba apoyado por el papa. Ni los húngaros ni los checos se enfrentaron a Hermann, pero a la muerte del duque en 1250, se sucedieron severas guerras internas por el trono. Finalmente en 1251, el trono austríaco lo obtuvo el margrave moravo Otakar II de Bohemia, hijo del rey Wenceslao I. Por ello, Béla IV pidió asistencia al duque ruso Daniel de Galitzia, quien se sumó al ejército húngaro-cumano que entró en territorio austríaco en junio de 1253. La campaña pronto llegó a su fin tras la intervención del papa Inocencio IV, quien consiguió la paz entre Béla y Otakar. En 1254 Béla firmó la paz con Otakar II y se repartieron el condado austríaco después de haber conducido una campaña militar contra el gobernante austríaco.
Aunque las amenazadoras cartas enviadas a Béla IV por los kanes de la Horda de Oro demostraban que aún existía el peligro de una nueva invasión mongola, adoptó una política exterior expansionista.
Bela, una vez que su hijo mayor Esteban alcanzó la mayoría de edad, le cedió el dominio de Transilvania en 1257, y en 1258 fue colocado a la cabeza del recientemente conquistado ducado de Estiria. Puesto que casi desde hacía un siglo se había establecido implícitamente la tradición de que el heredero al trono húngaro recibía el título de "dux slavoniae" o duque de Eslavonia, cuando el monarca se lo otorgó a su otro hijo menor, también llamado Béla, Esteban se sintió ofendido. El joven Esteban era de por sí de naturaleza guerrera y conflictiva y cada vez halló más inconvenientes en tolerar la política cuidadosa de su padre, al que no dudó en atacar, alcanzando una serie de victorias hasta que tomó en 1262 el título de rex iunior (rey joven), conservando bajo su control los territorios al Este del Danubio húngaro. La princesa Ana de Hungría, hija del rey Bela IV, se convirtió en una de las más grandes opositoras al príncipe Esteban en la corte, alcanzando un punto crítico de tensión en las relaciones de los dos hermanos. Sin embargo, los conflictos no terminaron a pesar de que Bela IV acedió a que su hijo actuase como correy, sino que Esteban continuó atacando a su padre, ante lo cual Bela IV condujo una campaña militar contra él, sufriendo en 1265 una terrible derrota en la batalla de Isaszeg (ver guerra civil húngara (1264-1265)). Béla tuvo que enfrentar varias veces más a su hijo Esteban hasta que finalmente en 1266 firman la paz en la Isla de los Conejos. Previamente, el rey Béla  había raptado a Ladislao, el hijo de dos años de Esteban V, junto con su madre,  y los había encerrado en la fortaleza de Turóc para presionar a Esteban V. Luego de firmar la paz el 23 de marzo de 1266, Ladislao fue liberado. Cabe destacar que a pesar de haber obtenido una victoria indiscutible, Esteban pudiendo haberlo hecho, jamás atentó contra la vida de su padre, y no intentó destronarlo o tomar su lugar.
A partir de entonces Esteban reinó como gobernante absoluto en su propio territorio húngaro, llevando una política independiente y campañas militares a su voluntad. Desde luego, se consideraba que el joven rey gobernaba en una Hungría divida en dos pero unida legalmente por voluntad y gracia de Dios y de su padre. Esteban tuvo gran éxito con su diplomacia, comprometiendo a su hija María de Hungría con el rey Carlos II de Nápoles y Sicilia (de este matrimonio nacerá Carlos Martel de Anjou-Sicilia, el padre del futuro rey Carlos Roberto de Hungría).
Béla IV y su hijo confirmaron conjuntamente las libertades de los sirvientes reales y comenzaron a referirse a ellos como nobles en 1267. En ese momento, los «verdaderos nobles» estaban legalmente diferenciados de otros terratenientes. Mantuvieron sus propiedades libres de cualquier obligación, pero todos los demás (incluso los nobles eclesiásticos, knezes rumanos y otros "nobles condicionales") debían prestar servicios a sus señores a cambio de las tierras que poseían. En un número creciente de condados, la nobleza local adquirió el derecho a elegir cuatro "jueces de los nobles" para representarlos en los procedimientos oficiales (o dos, en Transilvania y Eslavonia). La idea de equiparar la «nación» húngara con la comunidad de nobles también surgió en este período. (Se expresó primero en la Gesta Hungarorum de Simón de Kéza, una crónica escrita en los años 1280.)
Bela luchó incontables veces contra los nuevos grandes señores nobles, que tras la invasión tártara habían debilitado el poder real. Tras el programa de reconstrucción real, los terratenientes más ricos obligaron a los nobles menores a unirse a su séquito, lo que aumentó su poder hasta convertirse en la fuerza política más poderosa de Hungría. Béla IV tuvo que hacer frente a una tormentosa situación política en sus últimos años de reinado, hasta que escasamente seis años después de firmar la paz con su hijo, murió 3 de mayo de 1270.

### Fin de los Árpad: Esteban V, Ladislao IV (el Cumano) y Andrés III

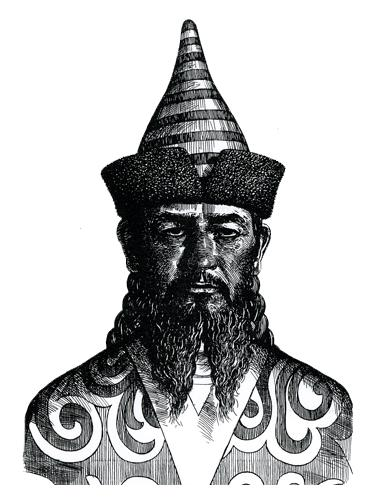
Ladislao IV el Cumano

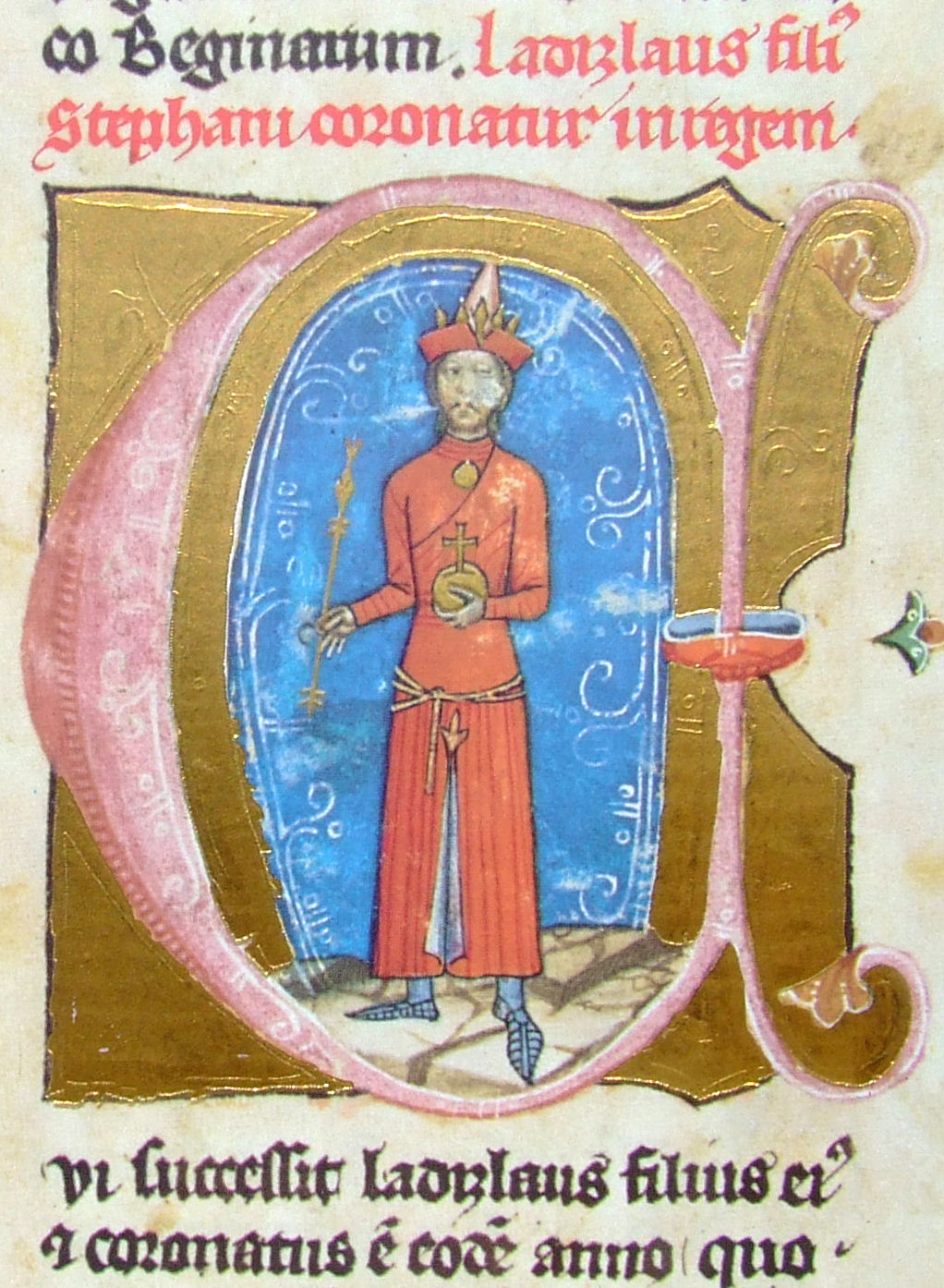
Ladislao IV el Cumano. Imagen de la Chronicon Pictum.

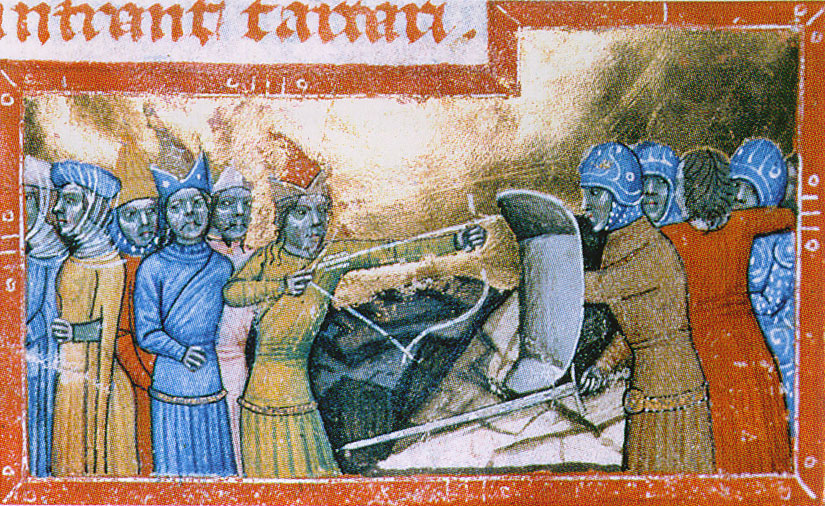
Mongoles con arcos y flechas atacando a cumanos y húngaros en 1284. Imagen de la Chronicon Pictum.

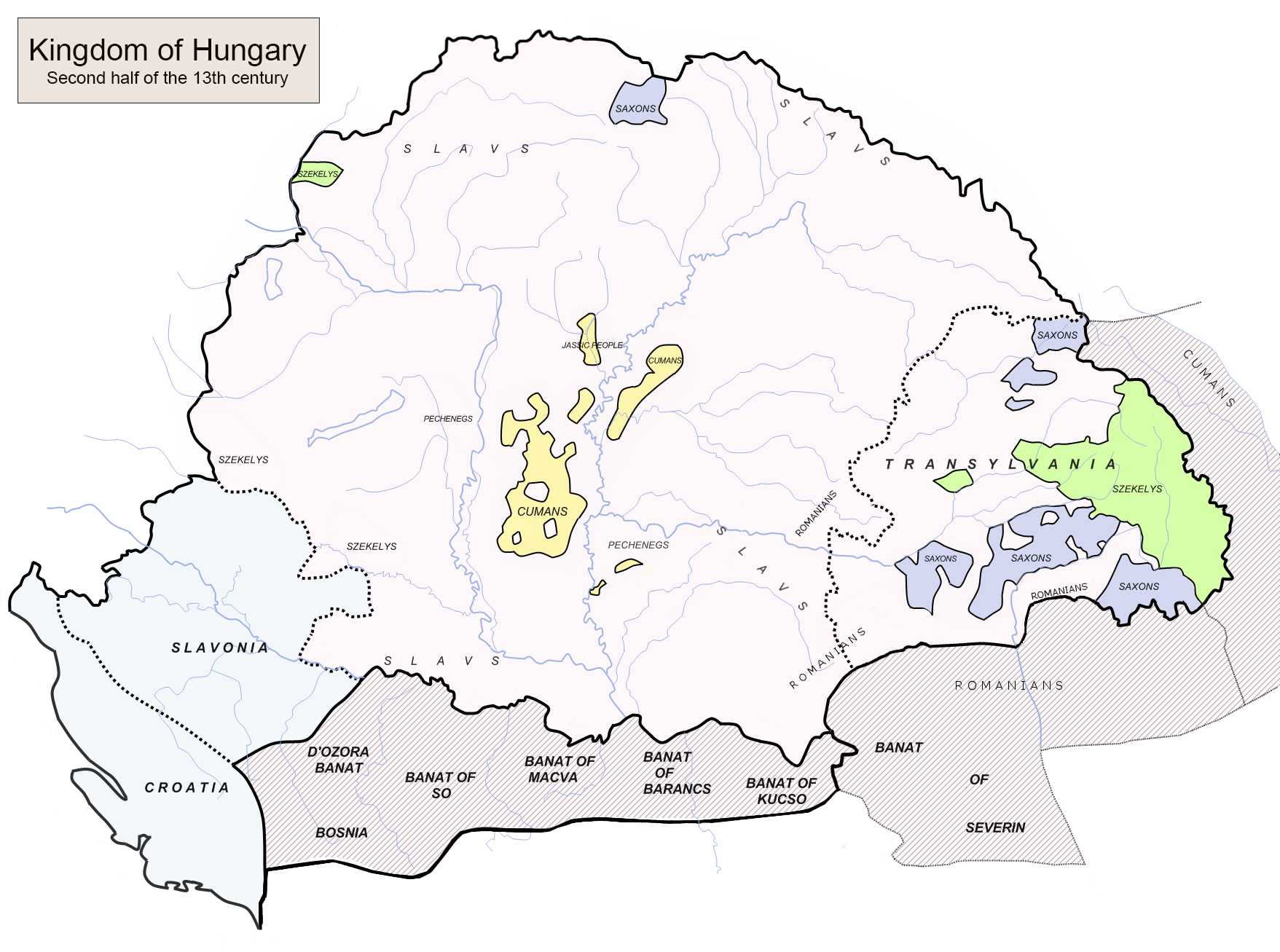
Autonomías locales en el Reino de Hungría, incluyendo el Reino de Croacia en unión personal con Hungría, Cumania, el País Sículo y los sajones de Transilvania) (finales de 1200)

En 1270, Esteban V (r. 1270-1272) fue coronado rey. Durante su breve reinado se produjeron numerosos conflictos internos causados por los antiguos partidarios de su padre. Su hermana Ana tomó el tesoro real y huyó a acogerse por el rey Otakar II de Bohemia, al igual que hicieron también muchos de los partidarios de su padre. Ante eso Esteban V combatió contra los checos y Otakar II atacó a Hungría en 1271, pero fue expulsado por el monarca húngaro. Seguidamente firmaron la paz en Bratislava y ya parecía que el poder de Esteban V estaba consolidado, cuando sufrió un nuevo gran golpe.
Esteban V partió hacia Dalmacia para encontrarse con Carlos II Anjou de Nápoles y Sicilia, su aliado y consuegro: Ladislao había tomado como esposa a Isabel, hija de Carlos I, y a su vez, María, hija de Esteban fue desposada por Carlos II, hijo del rey de Nápoles y Sicilia. Entonces el regente de Eslavonia, Joaquín Gutkeled secuestró a su hijo, el príncipe heredero Ladislao que apenas tenía diez años, quien fue llevado al castillo de Kapronca y encerrado junto con su madre Isabel la Cumana. De inmediato el desesperado rey Esteban V sitió la fortaleza durante un largo tiempo hasta que en julio de 1272 enfermó gravemente. Sintiendo cercana su muerte, Esteban V pidió ser llevado a la isla de Csepel en el Danubio, donde murió el 6 de agosto de 1272. Fue enterrado en el claustro dominico de la Isla Margarita, también en el Danubio.
Aún no se ha hallado una explicación convincente, pero inmediatamente después de la muerte de Esteban, Joaquín Gutkeled e Isabel, la reina viuda, se apresuraron a llevar a Székesfehérvár al joven príncipe heredero Ladislao, donde fue coronado como rey Ladislao IV de Hungría (r. 1272-1290), apodado el Cumano porque su madre era una princesa cumana. A partir de este momento las familias Kőszegi, Kőszeg y  Csák, emprendieron una nueva guerra civil para intentaron controlar el gobierno central en nombre del joven Ladislao, gobernando por encima de la reina madre y su hijo.
En 1273 estalló la guerra húngaro-checa, pues el rey Otakar II seguía con aspiraciones de conquistar Hungría. El final de la guerra en el mismo año trajo la pérdida de las ciudades húngaras de Óvár, Moson, Győr y Sopron, así como de sus terrenos circundantes.
En octubre del mismo año, fue coronado rey de los germanos Rodolfo I de Habsburgo, y Otakar II no lo reconoció, sino que al contrario, lo retaría. Ante eso, se llevó a cabo una asamblea en Núremberg en 1274, donde se aprobó que Rodolfo atacara a Otakar II y tomara sus territorios. En 1276 se produjo el ataque contra el reino de Bohemia, en el que Hungría sería aliada del rey germano y al final recuperaría todos los territorios tomados por los checos, a excepción de Sopron, que sería retomada por Ladislao IV posteriormente. Así el rey Ladislao IV ayudó a Rodolfo de Habsburgo a extender su control sobre Austria y a asegurar para la dinastía una posición cercana al trono imperial germánico. Ladislao fue declarado mayor de edad en 1277 y coronado como Ladislao IV en una asamblea de los señores espirituales y temporales y de los representantes de los nobles y cumanos, aunque no pudo fortalecer la autoridad real.
Después de que en 1278 llegasen sacerdotes a Hungría como enviados de Roma, junto con un comunicado donde se limitaba el poder del rey, Ladislao IV rompió lentamente con la Iglesia y en 1284 se mudó a vivir con los cumanos.. En 1285 los tártaros liderados por Talabuga Kan, bisnieto de Batu Kan, regresaron a Hungría. La fuerza invasora fue derrotada en las cercanías de Pest por el ejército real de Ladislao IV de Hungría. Finalmente, el nuevo sistema de fortalezas y las nuevas tácticas (mayor índice de caballería pesada) consiguieron contenerlos y cambiarían su rumbo hacia Polonia, la que invadirían en 1286 y 1287. La fuerza invasora fue derrotada en las cercanías de Pest por el ejército real de Ladislao IV, que había permanecido en su campamento cumano y no intervino directamente. Ladislao seguirá rechazando cualquier intervención de la Iglesia, hasta que inclusive el arzobispo de Esztergom en 1287 lo excomulgará por llevar una vida pagana. Ladislao no solo mantuvo malas relaciones con la Iglesia, sino con su propia esposa, vistiéndose, hablando y comportándose como un cumano, abandonando el estilo de vida húngaro (europeo occidental cristiano) y viviendo en un campamento seminómada. En 1290, un grupo de nobles cumanos, Árbóc, Törtel y Kemence, atacaron a Ladislao IV cerca de la fortaleza de Körösszeg, y le dieron muerte.
Tras la muerte de Ladislao, su sobrino Carlos Martel de Anjou-Sicilia, príncipe heredero del reino de Nápoles, hijo de María de Hungría, reina de Nápoles y hermana del fallecido rey húngaro, reclamó el trono con el beneplácito de Santa Sede, que había declarado el reino como feudo vacante. Sin embargo, la mayoría de los señores húngaros eligieron a Andrés III, nieto de Andrés II e hijo de Esteban el Póstumo, un príncipe de dudosa legitimidad. Adelantándose desde Venecia, fue coronado, siendo el primer monarca en prestar juramento de respetar las libertades de la Iglesia y de la nobleza antes de su coronación. Convocaba regularmente a los prelados, los señores y los representantes de los nobles a asambleas conocidas como Dietas, que comenzaron a convertirse en un cuerpo legislativo. Durante la época de Andrés III, el reino húngaro mantuvo guerras con sus vecinos manteniendo su supremacía. Sin embargo, la nobleza fue adquiriendo cada vez más poder, y lo que comenzó con la Bula de Oro de 1222, en esta época se agravó debilitando enormemente la figura real. El reino se había desintegrado en provincias autónomas gobernadas por poderosos nobles (incluidos Mateo Csák, Ladislao Kán y Amadeus Aba), el señor croata, Pablo I Šubić, se atrevió a invitar al hijo del difunto Carlos Martel, Carlos Roberto, de doce años, a Hungría. El joven pretendiente marchaba desde Croacia hacia Buda cuando Andrés III murió inesperadamente el 14 de enero de 1301

## Posterioridad
Con la muerte de Andrés III, la línea masculina de la Casa de Árpád se extinguió —dejó varias hijas, entre ellas la beata Isabel de Hungría la virgen— y comenzó un período de anarquía. Carlos Roberto fue coronado rey con una corona provisional, pero la mayoría de los señores y obispos se negaron a ceder ante él porque lo consideraban un símbolo de los intentos de la Santa Sede de controlar Hungría. Eligieron rey a Wenceslao de Bohemia, de doce años, descendiente de Béla IV de Hungría en la línea femenina. El joven rey no pudo consolidar su posición porque muchos señores, especialmente aquellos que tenían dominios en la región sur del reino, continuaron apoyando a Carlos Roberto. Wenceslao se fue de Hungría a Bohemia a mediados de 1304. Después de heredar Bohemia en 1305, abandonó su derecho a Hungría en favor de Otón III, duque de Baviera.
Otto, que era nieto de Béla IV de Hungría, fue coronado rey, pero solo los Kőszegis y los sajones de Transilvania lo consideraban el monarca legítimo. Fue capturado en Transilvania por Ladislaus Kán, quien lo obligó a abandonar Hungría. La mayoría de los señores y prelados eligieron rey a Carlos Roberto en una Dieta el 10 de octubre de 1307. Fue coronado rey con la Santa Corona de Hungría en Székesfehérvár por el arzobispo de Esztergom, como exigía el derecho consuetudinario, el 27 de agosto de 1310. Durante la década siguiente, lanzó una serie de campañas militares contra los oligarcas para restaurar la autoridad real. Carlos Roberto reunió el reino después de la muerte del señor más poderoso, Mattheus Csák, lo que le permitió conquistar la gran provincia de Csák en el noreste de Hungría en 1321.